# Hokkaido
Hokkaido (北海道 Hokkaidō en japonés, yaunmosir en ainu) és una illa asiàtica situada entre la mar del Japó i l'oceà Pacífic constituïda en prefectura dins del Japó. Se situa al nord de l'illa de Honshu i limita al nord amb l'illa de Sakhalín a Rússia, a l'oest amb Rússia, al sud amb la prefectura d'Aomori i a l'est amb l'oceà Pacífic. Amb una superfície de 77.984,86 km², Hokkaido és la vint-i-unena illa més gran del món i la vint-i-unena illa més poblada del món, així com la tercera més gran del Japó i la prefectura més gran. Segons el darrer cens de població japonés (2015), Hokkaido és la huitena prefectura en població i suposa el 5,38 percent de la població total japonesa.
El territori que actualment es coneix com a Hokkaido va ser una illa verge poblada per tribus indígenes com els Emishi, Mishihase i els ainus fins a mitjans del segle xix, quan va passar formalment a ser part de l'imperi del Japó. No obstant això, cal dir que la presència a l'illa de la raça yamato es remunta al segle v després de Crist com a mínim, habitant majoritàriament l'extrem sud de l'illa. En el passat, l'illa va ser coneguda com a Ezo o Iezo. El 1869 les autoritats japoneses van fundar l'Oficina de Colonització de Hokkaidō o Oficina de Pioners, embrió de l'actual govern de Hokkaido. L'any 1947 es va constituir oficialment l'actual prefectura de Hokkaido, elegint per primera vegada al seu cap de govern i assemblea legislativa per sufragi universal.
En l'actualitat, Hokkaido és una de les prefectures més prosperes del Japó, destacant en indústria i, sobretot, en agricultura. La capital n'és Sapporo i té un total de 179 municipis dividits en catorze subprefectures. Gairebé la meitat de la població total de l'illa viu a Sapporo.
Tot i que a Hokkaido la llengua oficial és el japonès, com a tot el Japó, també s'hi ha parlat des de l'antiguitat la llengua ainu tot i que ara està en perill crític de desaparició amb menys de 100 parlants habituals.

## Etimologia
El nom històric de l'actual Hokkaido va ser Ezo o Ezochi. Amb l'establiment de l'oficina d'administració i desenvolupament el govern Meiji va decidir canviar el nom d'Ezo.

## Història

### Prehistòria

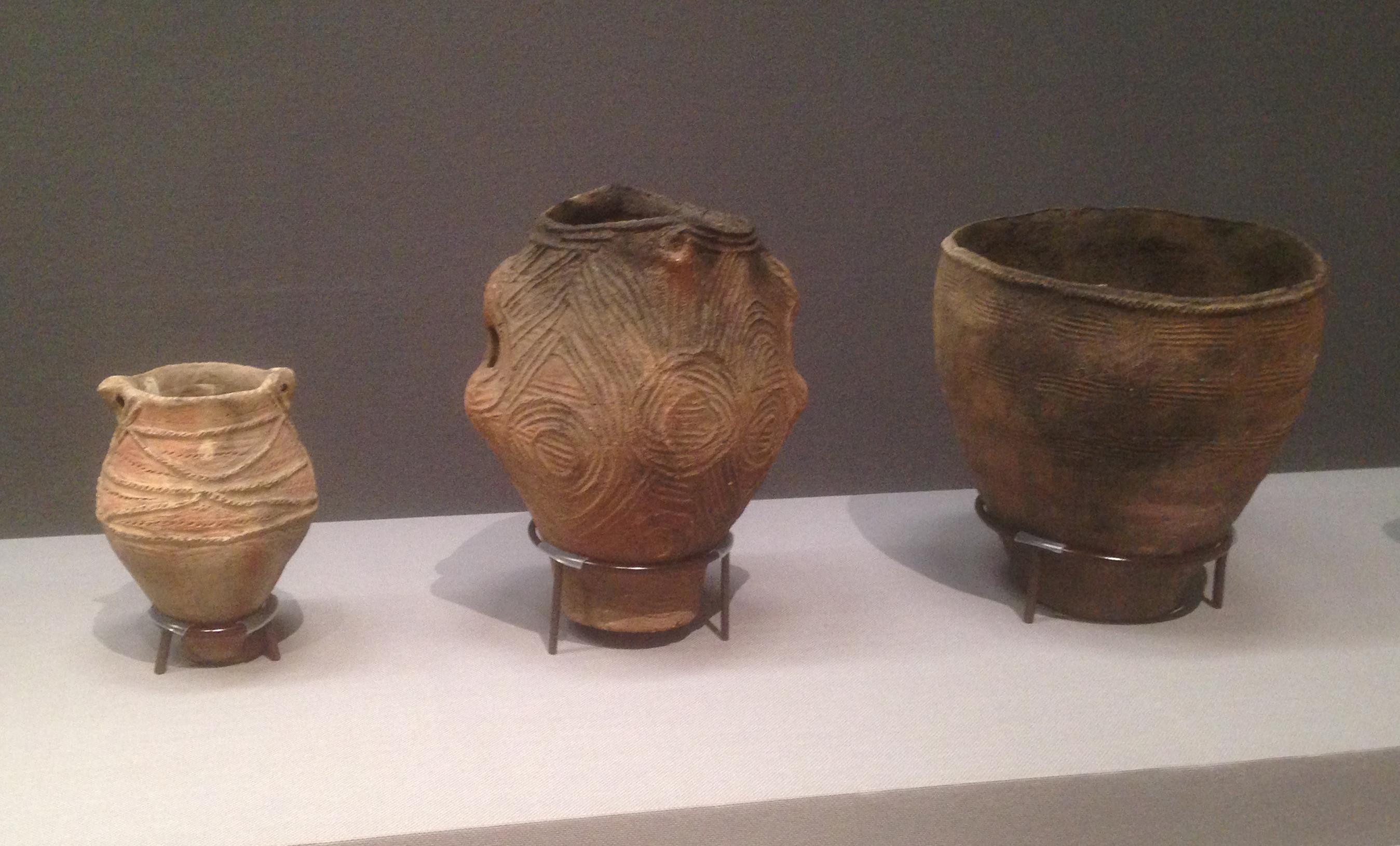
Ceràmica del període Jomon trobada a Ebetsu.

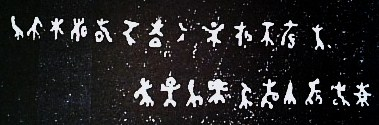
Antiga escriptura trobades a Hokkaido.

La cultura del període Jōmon ja era present al territori fa vora 15000 anys. En contrast amb l'illa de Honshu, Hokkaido va viure una absència de conflictes durant tota aquella època. Les creences dels homes de l'època Jōmon en els esperits de la naturalesa es teoritzen i es relacionen amb l'origen de les creences dels ainus. Ara fa 2000 anys, l'illa entrà en el període Yayoi passant la gran part de la població de la caça i la recol·lecció al conreu.
El Nihon Shoki, finalitzat l'any 720, es sovint dit com la primera menció de Hokkaido en la història escrita. Segons els fets escrits, Abe no Hirofu liderà una gran flota i exèrcit als territoris del nord del país entre el 658 i el 660, entrant en contacte amb els Emishi i els Mishihase. Un dels llocs on anà en Hirofu es esmentada al text com a Watarishima (渡島), la qual es creu que és l'actual Hokkaido. No obstant això, existeixen nombroses teories sobre els detalls d'aquest esdeveniment, inclòs la localització de Watarishima i la creença comú de que els Emishi són els avantpassats de l'actual poble ainu.

### Edat antiga (710-1185)

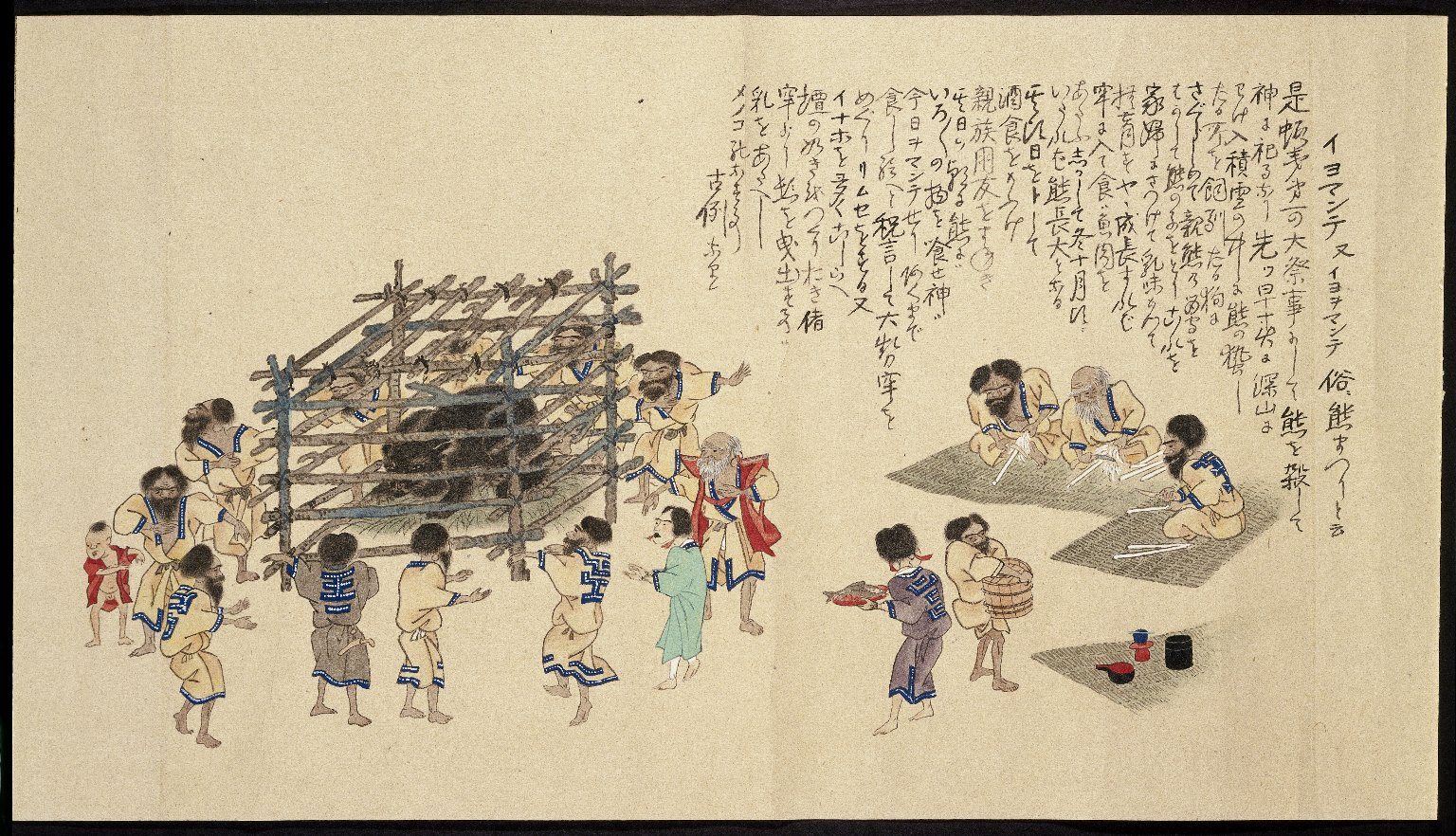
Pintura d'ainus amb la cacera d'un os.

Durant el període Nara i el període Heian (710-1185), la població de Hokkaido va establir relacions comercials amb la província de Dewa (territori actualment comprès per la prefectura d'Akita i la de Yamagata), habitat anteriorment per tribus d'Emishis fins a la conquesta per part d'Abe no Hirofu per a l'Imperi japonès o la dinastia Yamato. En l'edat mitjana la població de l'illa va començar a ser anomenada Ezo (la paraula es pot traduir com a estrangers, en referència a les tribus indígenes). Hokkaido, per tant, començà a ser anomenada com a Ezochi (蝦夷地, lit. 'terra d'Ezo') o Ezogashima (蝦夷ヶ島, lit. 'Illa d'Ezo'). El poble d'Ezo va viure principalment de la caça i la pesca i del comerç d'arròs i ferro amb els japonesos.

### Edat mitjana (1185-1600)

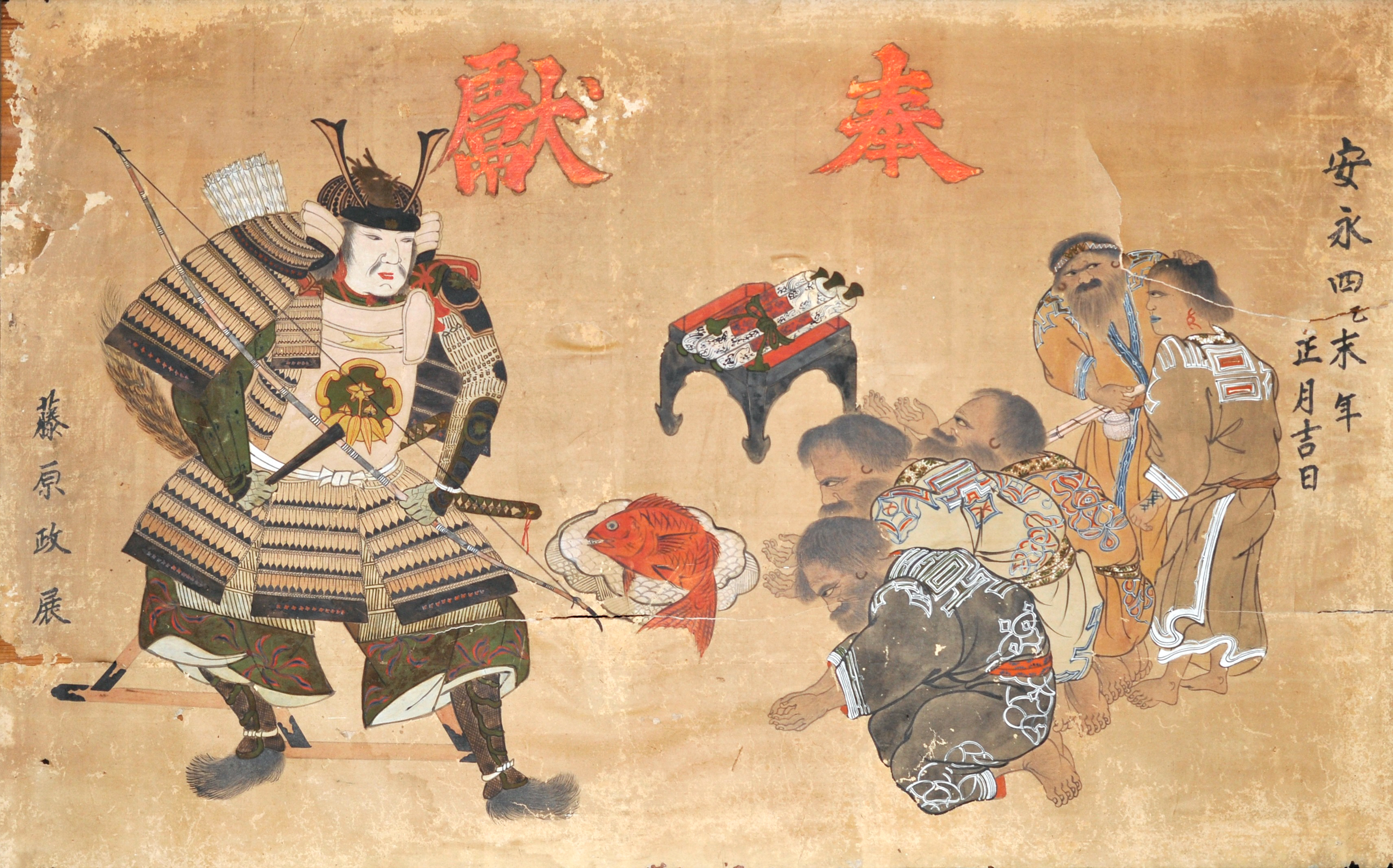
Trobada entre Ainus i un Samurai.

Durant el període Muromachi (1336-1573) els japonesos van crear un assentament al sud de la península d'Oshima. En tant més gent arribava a l'illa i a l'assentament per fugir de les batalles del Japó, surgien disputes entre els japonesos i els ainus. Les disputes sovint derivaven en guerres. Takeda Nobuhiro assassinà al cabdill ainu Koshamain, derrotant l'oposició el 1457. Els descendents de Takeda van fundar el clan Matsumae els quals van tindre els drets exclusius a l'hora de fer comerç amb els ainus durant el període Azuchi-Momoyama i el període Edo (1568-1868). L'economia de la familia Matsumae es basà principalment en el comerç amb els ainus. Els Matsumae van tindre el control total del sud d'Ezochi fins a la fi del període Edo en 1868.

### Edat moderna (1600-1868)

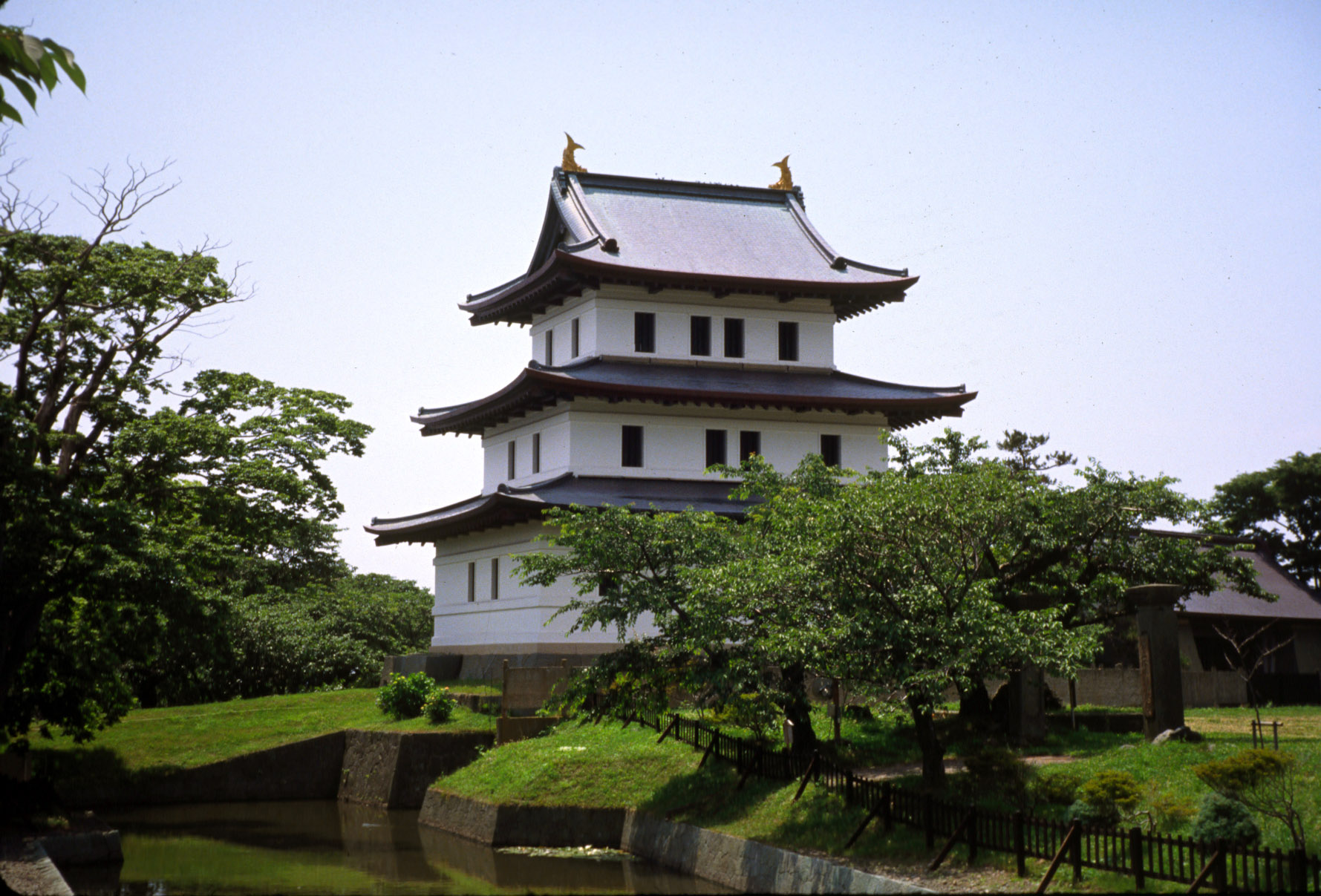
Castell de Matsumae, seu del domini de Matsumae.

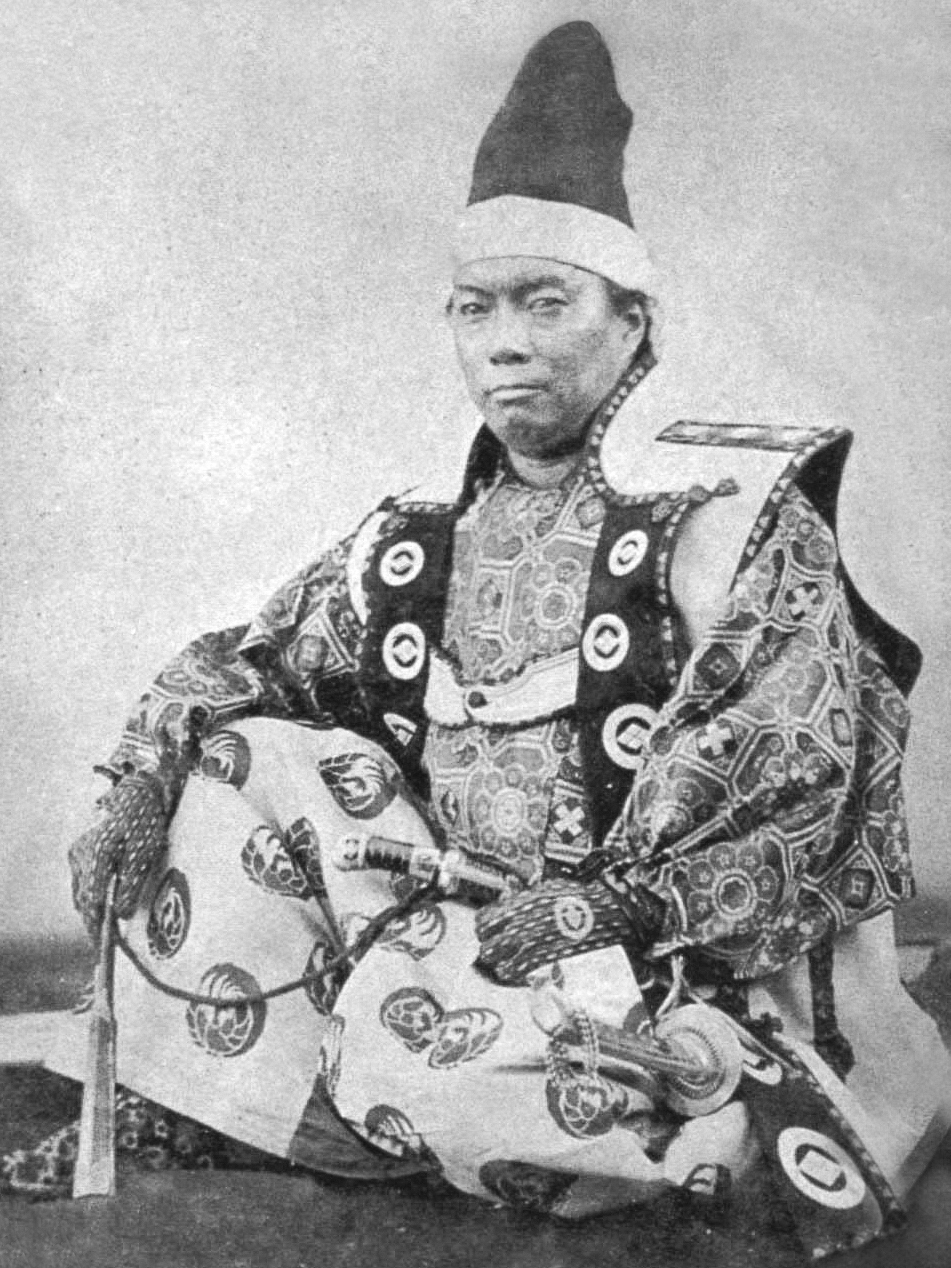
Takahiro Matsumae II, un dels darrers senyors de Matsumae.

El domini dels Matsumae sobre els ainus ha d'ésser entès dins del context d'expansió del Japó feudal. Els caps militars de la zona nord de Honshu sempre van mantindre lleugers lligams culturals i polítics amb la cort imperial i els seus apoderats, el shogunat Kamakura i el shogunat Ashikaga. Els senyors feudals de vegades es trobaven dins de l'ordre institucional imperial prenent títols del shogunat, mentres que en altres temps assumien títols que semblaven donar-los una identitat no japonesa. De fet, molts dels senyors feudals eren descendents dels cabdills militars de les tribus d'Emishi que s'havien assimilats a la societat japonesa. El clan Matsumae era descendent de l'ètnia yamato (japonesos), mentre que els Emishi del nord de Honshu eren un grup ètnic distint amb lligams amb els ainus. Els emishi foren conquerits i integrats en la societat japonesa abans del segle viiié i com a resultat d'això, les seues cultures s'anaren diluint transformant-se en minoritàries i marginals. Des que començà el govern del domini de Matsumae sobre els ainus, molts dels emishi es van mesclar amb la població d'origen yamato, resultant en una major semblança d'aquestos amb els yamato que la que podien tindre els ainu.
Hi van haver nombroses revoltes dels indigenes ainus contra el govern feudal dels Matsumae. La que presentà major resistència i duració fou la revolta de Shakushain, encapçalada pel cabdill Shakushain entre 1669 i 1672. El 1789, una altra rebel·lió, en aquest cas la de Menashi-Kunashir, va ser sufocada pel govern Matsumae. Després d'aquest episodi, els termes "japonés" i "ainu" es referien a dos grups completament diferents, i estava clar que els Matsumae pertanyien als primers. Entre els anys 1799 a 1821 i 1855 a 1858, el shogunat Tokugawa, a Edo, prengué temporalment el govern de l'illa com a resposta a una possible agressió de l'Imperi Rus. Poc abans del començament de l'era Meiji, el govern feudal Tokugawa va advertir la necessitat de preparar unes defenses al nord de l'illa contra una possible invasió russa i per a això es va procedir a un poblament i a una exploració acurada de la totalitat d'Ezochi. Les autoritats feudals van millorar una mica la seua actitud cap als ainu, tot i que la situació d'aquests no canvià gaire.

### Edat contemporània (1868-)

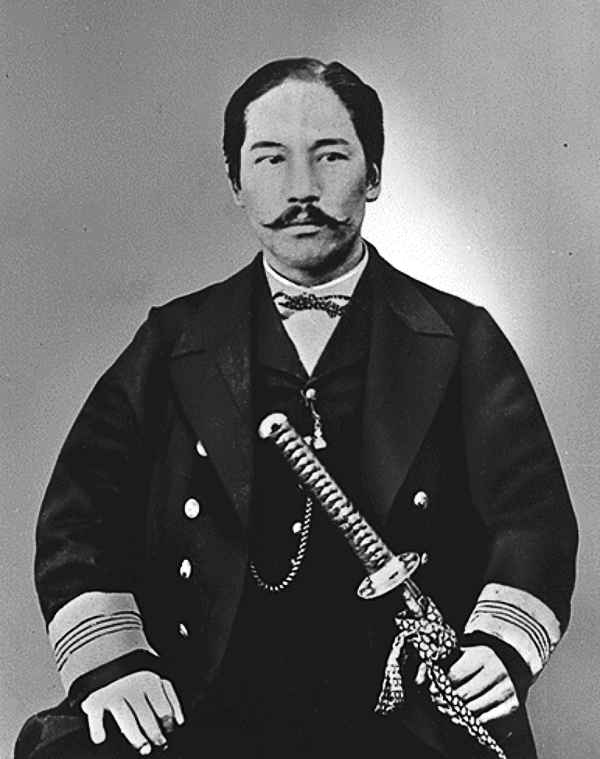
Enomoto Takeaki, president de la República d'Ezo.

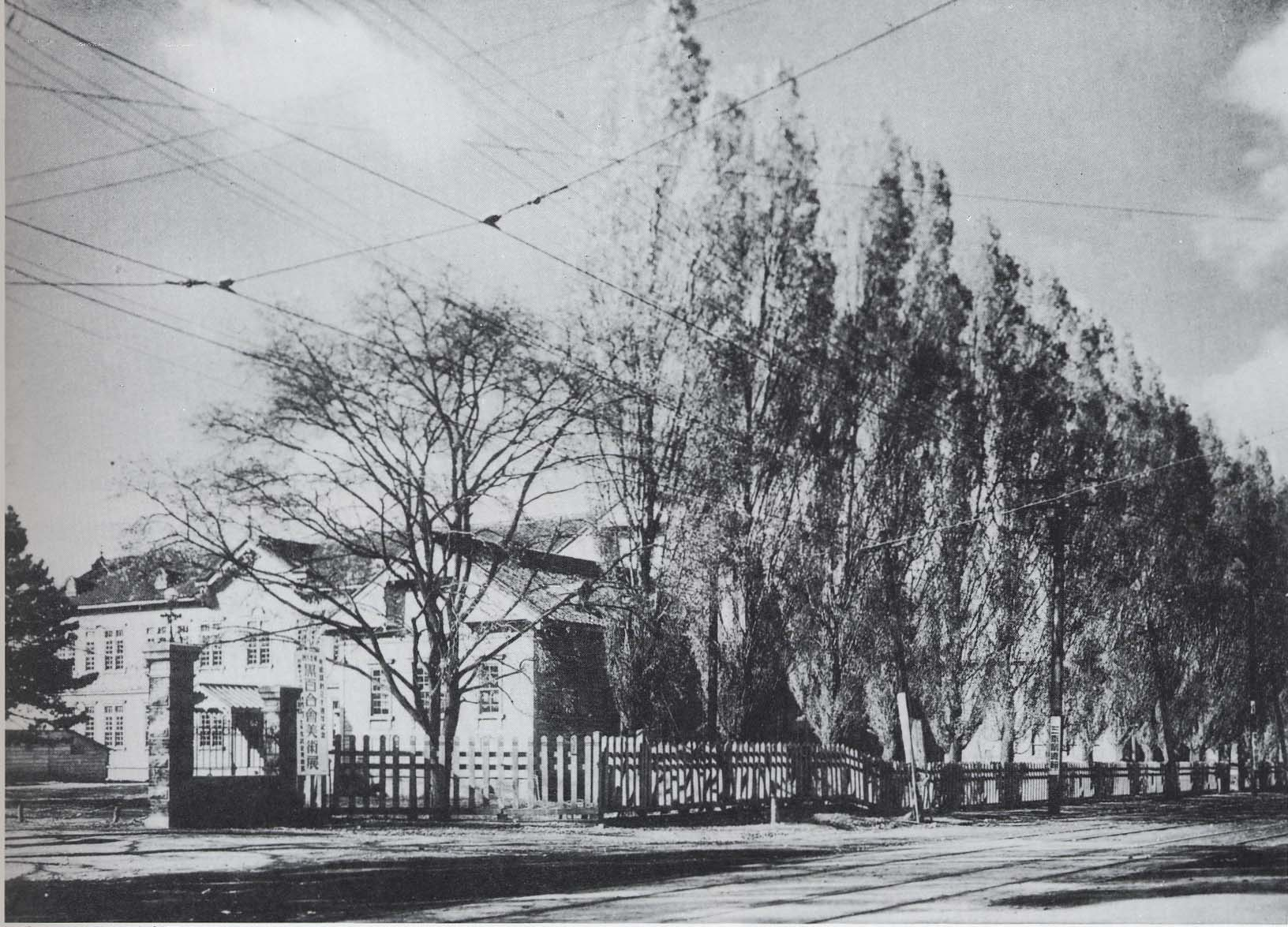
Universitat Imperial de Hokkaidō.

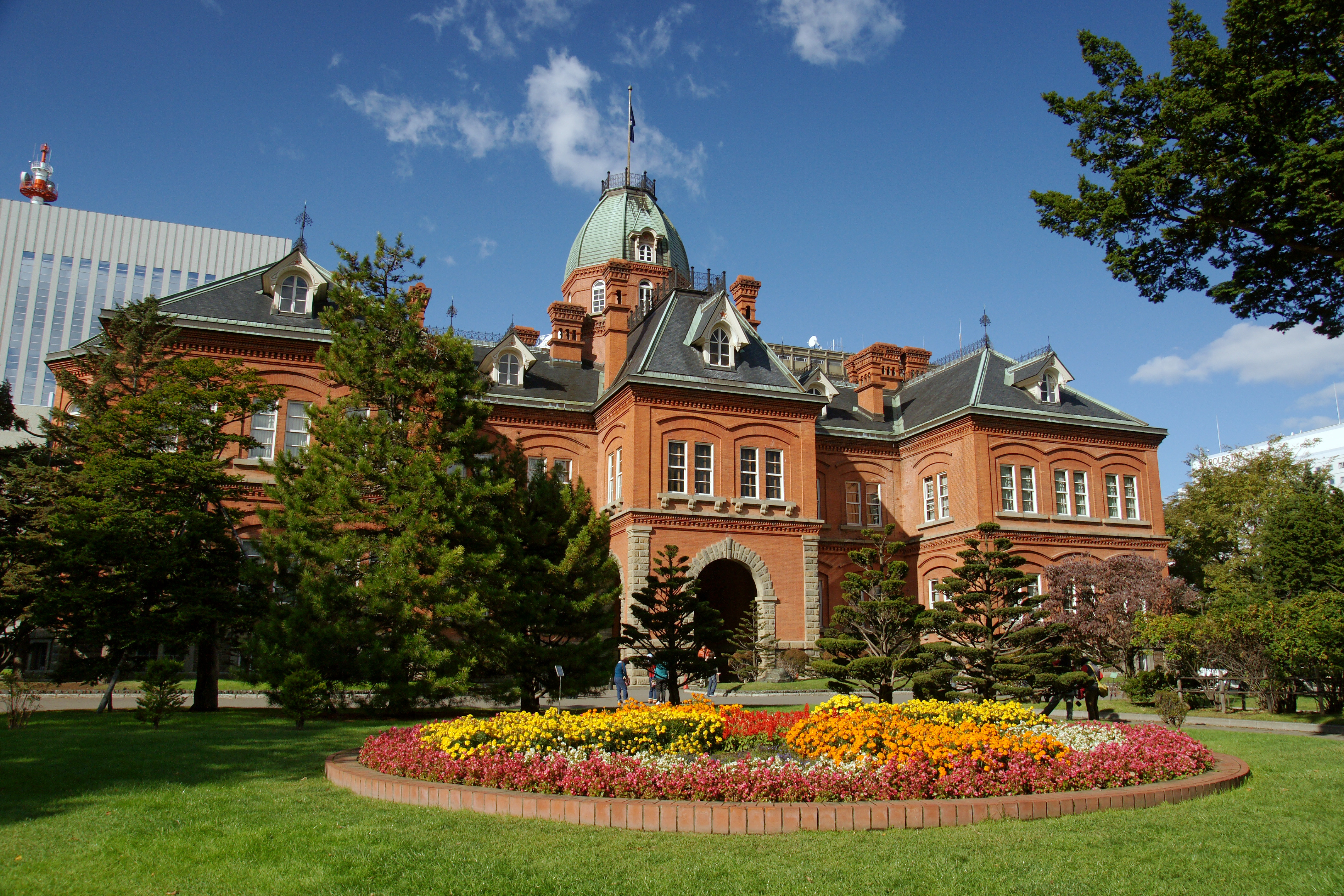
Antiga seu del govern de Hokkaido.

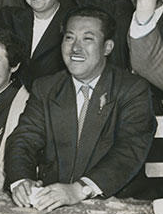
Toshibumi Tanaka, primer Governador de Hokkaidō democràtic (1947-1959).

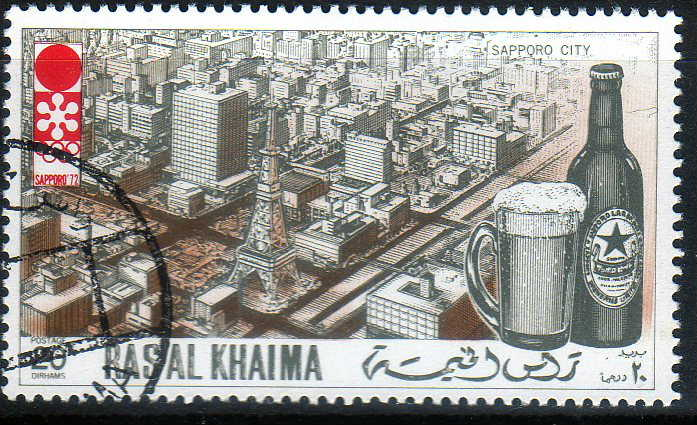
Segell postal de Ras al-Khaimah commemorant les olimpíades de 1972.

Hokkaido va ser coneguda com a Ezo o Ezochi fins a la restauració Meiji. Poc després de la guerra Boshin el 1868, un grup de lleials al shogunat Tokugawa encapçalats per Enomoto Takeaki van fugir i ocuparen l'illa amb ajuda militar francesa fundant la república d'Ezo, la qual va deixar d'existir el mateix 1869 després d'haver estat derrotada per l'exèrcit de l'emperador Meiji. El 1871 el nou govern del Japó també dissoldria el domini de Matsumae, sent el seu darrer senyor Nagahiro Matsumae. Amb la creació del nou govern Meiji, Ezochi va passar a estar sota el control de la nova prefectura de Hakodate, de curta durada i que donaria pas a l'Oficina de Colonització de Hokkaidō, la qual establiria un nou nom per a l'illa. Des de 1869 l'illa del septentrió japonés passaria a dir-se Hokkaido. Amb l'establiment de la nova autoritat també es van crear noves divisions regionals com les províncies d'Oshima, Shiribeshi, Iburi, Ishikari, Teshio, Kitami, Hidaka, Tokachi, Kushiro, Nemuro i Chishima.
La finalitat principal de la nova oficina de colonització i desenvolupament era protegir Hokkaido abans que l'Imperi Rus extenguera el seu control a l'extrem orient més enllà de Vladivostok. Per a tal objectiu es va posar al capdavant de l'institució a Kuroda Kiyotaka. La primera acció de Kuroda va ser viatjar als EUA per tal de "contractar" a Horace Capron, ministre d'agricultura del gabinet de Ulysses S. Grant. Des de 1871 fins a 1873 Capron va centrar els seus esforços en estendre a Hokkaido els sistemes d'agricultura i mineria occidentals, amb relatius resultats. Capron va tornar al seu país el 1875, desanimat i frustrat per l'esforç i els obstacles de la tasca. El 1876 va arribar a Hokkaido William Smith Clark, fundant l'Escola d'Agricultura de Sapporo. Tot i haver estat només un any, Clark va deixar una importants empremta a Hokkaido, influint a molts japonesos amb les seues ensenyances d'agricultura i també de protestantisme. Les seues paraules: "Boys, be ambitious!" (Nois, sigau ambiciosos!), es poden trobar en molts llocs de Hokkaido i gaudeixen d'una relativa fama. Durant aquesta dècada, la població de Hokkaido va passar de 58.000 habitantants a 240.000.
El 1882 és dissol l'Oficina de Colonització. El transport i les comunicacions a la regió encara es trobaven subdesenvolupats, així que després de la dissolució de l'oficina de colonització, Hokkaido es va dividir en tres prefectures, la prefectura de Hakodate, la prefectura de Sapporo i la prefectura de Nemuro, de curta durada ja que també van ser dissoltes l'any 1886. A partir d'aquest any i fins al 1947, Hokkaido estarà governada pel nou "govern de Hokkaido", que no era exactament igual a la resta de governs prefecturals i que estava dividit en, inicialment, 19 subprefectures i posteriorment 14, les quals encara estàn en actiu després d'una reforma estructural al 2010.
Hokkaido no va rebre tants atacs aliats durant la Segona Guerra Mundial com la resta del Japó, però al 1945 diverses ciutats, ports i instal·lacions militars van ser bombardejades per l'exèrcit dels EUA. El 15 de juliol de 1945, vaixells de l'armada estatunidenca van bombardejar la ciutat de Muroran. El 18 d'agost de 1945 l'exèrcit soviètic invadeix el Japó, ocupant la totalitat de la veïna prefectura de Karafuto i les illes del nord de Hokkaido, a la subprefectura de Nemuro. Rússia encara ocupa aquestes illes que són part de Hokkaido i el Japó, sent aquesta situació el conflicte de les Kurils. Hokkaido, com la resta del Japó va patir l'ocupació del Japó també pels nord-americans, els quals construïren instal·lacions militars a l'illa i que es retirarien en signar-se el tractat de San Francisco, l'any 1952.
L'any 1947, amb l'aprovació de la llei d'autonomia local Hokkaido es converteix oficialment en una prefectura de ple dret, com les altres del Japó. També per primera volta s'elegiria en unes eleccions lliures i democràtiques per sufragi universal al Governador de Hokkaidō. El triomfador a les eleccions va ser el socialista Toshibumi Tanaka, el qual governaria fins a l'any 1959. El 1954 l'Emperador Showa i l'Emperadriu Kōjun van visitar Hokkaido. El 1959 Kingo Machimura, del PLD és elegit governador, exercint fins a l'any 1971. El 1972, amb la celebració a Sapporo dels Jocs Olímpics d'Hivern de 1972, Hokkaido viu una important transformació social i modernització que es reflecteix, entre altres coses en la declaració de Sapporo com a ciutat designada o l'instal·lació del primer sistema de metro de l'illa, el metro de Sapporo, a més d'un incipient turisme nacional. El 1971 es elegit governador Naohiro Dōgakinai, candidat continuista del centre-dreta que governarà fins al 1983. El mateix any resulta elegit governador el socialista Takahiro Yokomichi, finalitzant amb 23 anys de govern conservador a l'illa. Yokomichi romandrà al càrrec fins al 1995. Els vuitanta van ser una dècada de creixement per a Hokkaido, com ho demostra la construcció i posada en funcionament l'any 1988 del Nou Aeroport de Chitose, el més gran de l'illa i amb connexions internacionals. El 1995 és elegit governador l'independent Tatsuya Hori, qui només romandria al càrrec per dues legislatures, fins al 2003. L'any 1997 el Banc d'Explotació de Hokkaidō o Takugin, aleshores el banc més antic i important de Hokkaido, va entrar en fallida, sent adquirit pel Banc del Pacífic Nord, una altra entitat finacera de Hokkaido.
El 2003 es elegida governadora l'independent de centre-dreta Harumi Takahashi qui seria la primera dona al càrrec i la governadora amb més anys de mandat fins a la data, romanent al càrrec fins al 2019. El mateix any l'illa patí un terratrèmol de 8 graus a l'escala de Richter que tingué el seu epicentre a la regió de Tokachi. L'any 2008 es va celebrar a Hokkaido, en concret al municipi de Tōyako la reunió del G8. El 2010 l'administració Takahashi va dur a terme una reforma administrativa del sistema de subprefectures per tal d'optimitzar-les front a la nova realitat demogràfica de Hokkaido. El 2018 un altre terratrèmol de 6,6 graus Richter va sacsejar la subprefectura d'Iburi. El mateix any el govern de Hokkaido organitzà un acte amb la presència de l'Emperador Akihito i d'actes folclòrics ainus per commemorar el 150 aniversari de Hokkaido. El 2019 es elegit governador el candidat del centre-dreta Naomichi Suzuki, ex-alcalde de Yūbari i aleshores el governador més jove del Japó.

## Geografia
Hokkaido és una de les dues prefectures del Japó que se subdivideixen en subprefectures (l'altra és la prefectura de Nagasaki). En aquest cas és important a causa de les seves grans dimensions: moltes parts de la prefectura estan simplement massa lluny per ser administrades per Sapporo. Les oficines de les subprefectures de Hokkaido carreguen amb moltes de les tasques que a la resta del Japó farien les prefectures.

### Subprefectures
| 1a2 3b4 c5d 678 9e (en disputa)                                                   |                |                      |           |                 |             |            |           |           |           |
| #                                                                                 | Subprefectures | Japonès              | Capital   | Ciutat més gran | Pob. (2020) | Àrea (km²) | Municipis | Municipis | Municipis |
| #                                                                                 | Subprefectures | Japonès              | Capital   | Ciutat més gran | Pob. (2020) | Àrea (km²) | Ciutats   | Viles     | Pobles    |
| 1                                                                                 | Sorachi        | 空知総合振興局       | Iwamizawa | Iwamizawa       | 285.202     | 5.791,19   | 10        | 14        |           |
| a                                                                                 | ↳ Ishikari     | 石狩振興局           | Sapporo   | Sapporo         | 2.385.166   | 3.539,86   | 6         | 1         | 1         |
| 2                                                                                 | Shiribeshi     | 後志総合振興局       | Kutchan   | Otaru           | 202.969     | 4.305,83   | 1         | 13        | 6         |
| 3                                                                                 | Iburi          | 胆振総合振興局       | Muroran   | Tomakomai       | 385.106     | 3.698      | 4         | 7         |           |
| b                                                                                 | ↳ Hidaka       | 日高振興局           | Urakawa   | Shinhidaka      | 64.865      | 4.811,97   |           | 7         |           |
| 4                                                                                 | Oshima         | 渡島総合振興局       | Hakodate  | Hakodate        | 386.570     | 3.936,50   | 2         | 9         |           |
| c                                                                                 | ↳ Hiyama       | 檜山振興局           | Esashi    | Setana          | 34.689      | 2.629,97   |           | 7         |           |
| 5                                                                                 | Kamikawa       | 上川総合振興局       | Asahikawa | Asahikawa       | 486.789     | 10.619,20  | 4         | 17        | 2         |
| d                                                                                 | ↳ Rumoi        | 留萌振興局           | Rumoi     | Rumoi           | 44.147      | 3.445,75   | 1         | 6         | 1         |
| 6                                                                                 | Sōya           | 宗谷総合振興局       | Wakkanai  | Wakkanai        | 62.080      | 4.625,09   | 1         | 8         | 1         |
| 7                                                                                 | Okhotsk        | オホーツク総合振興局 | Abashiri  | Kitami          | 275.091     | 10.690,62  | 3         | 14        | 1         |
| 8                                                                                 | Tokachi        | 十勝総合振興局       | Obihiro   | Obihiro         | 335.520     | 10.831,62  | 1         | 16        | 2         |
| 9                                                                                 | Kushiro        | 釧路総合振興局       | Kushiro   | Kushiro         | 225.547     | 5.997,38   | 1         | 6         | 1         |
| e                                                                                 | ↳ Nemuro       | 根室振興局           | Nemuro    | Nemuro          | 73.294      | 8.534,22   | 1         | 4         |           |
| Japó reclama la part sud de les illes Kurils actualment administrades per Rússia. |                |                      |           |                 |             |            |           |           |           |

### Ciutats més poblades
Els municipis amb més habitants són:

## Política i govern

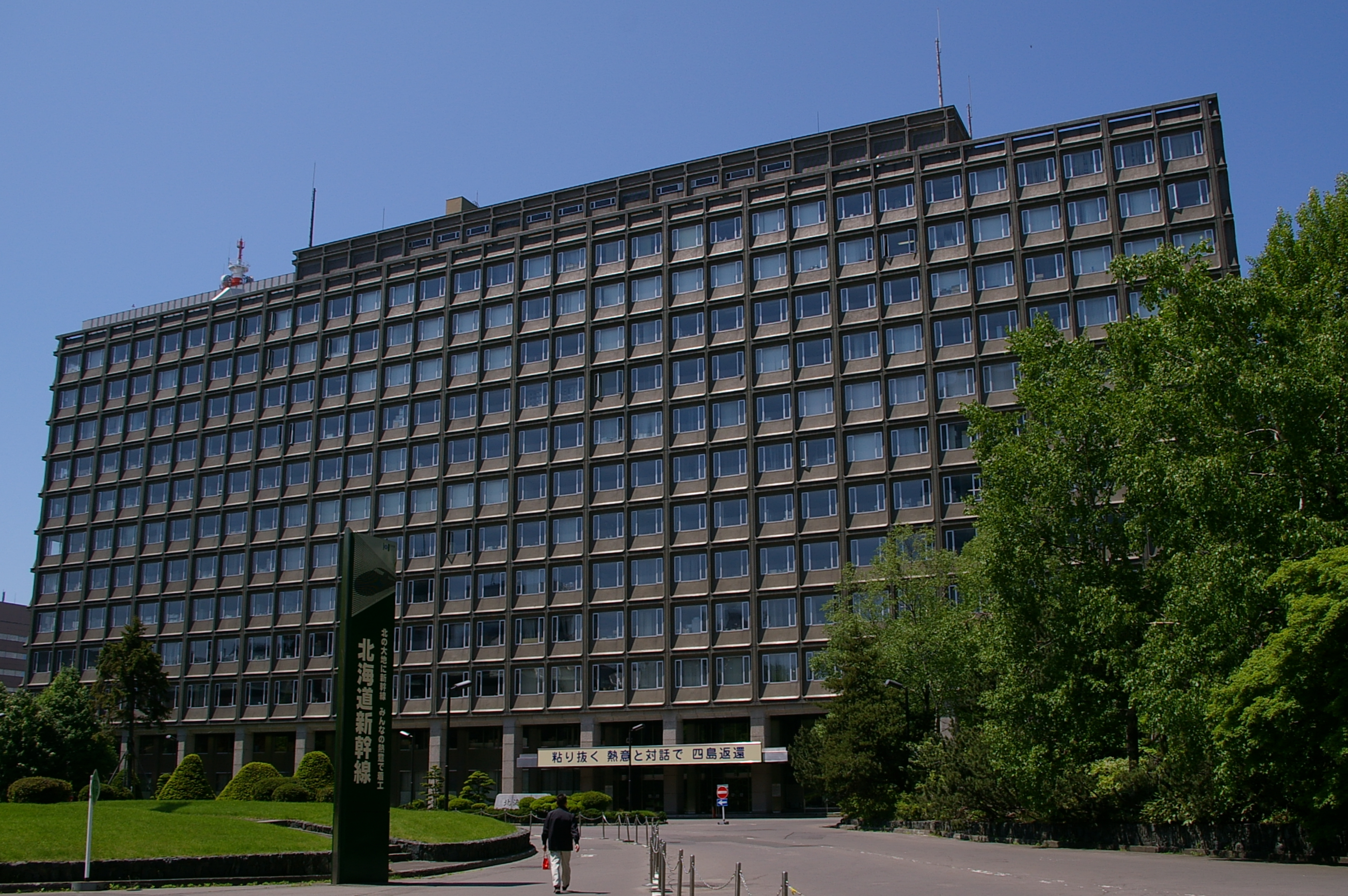
Edifici principal del govern de Hokkaido

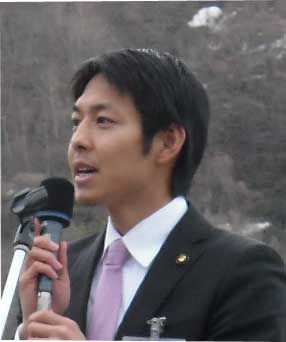
Naomichi Suzuki, governador de Hokkaidō.

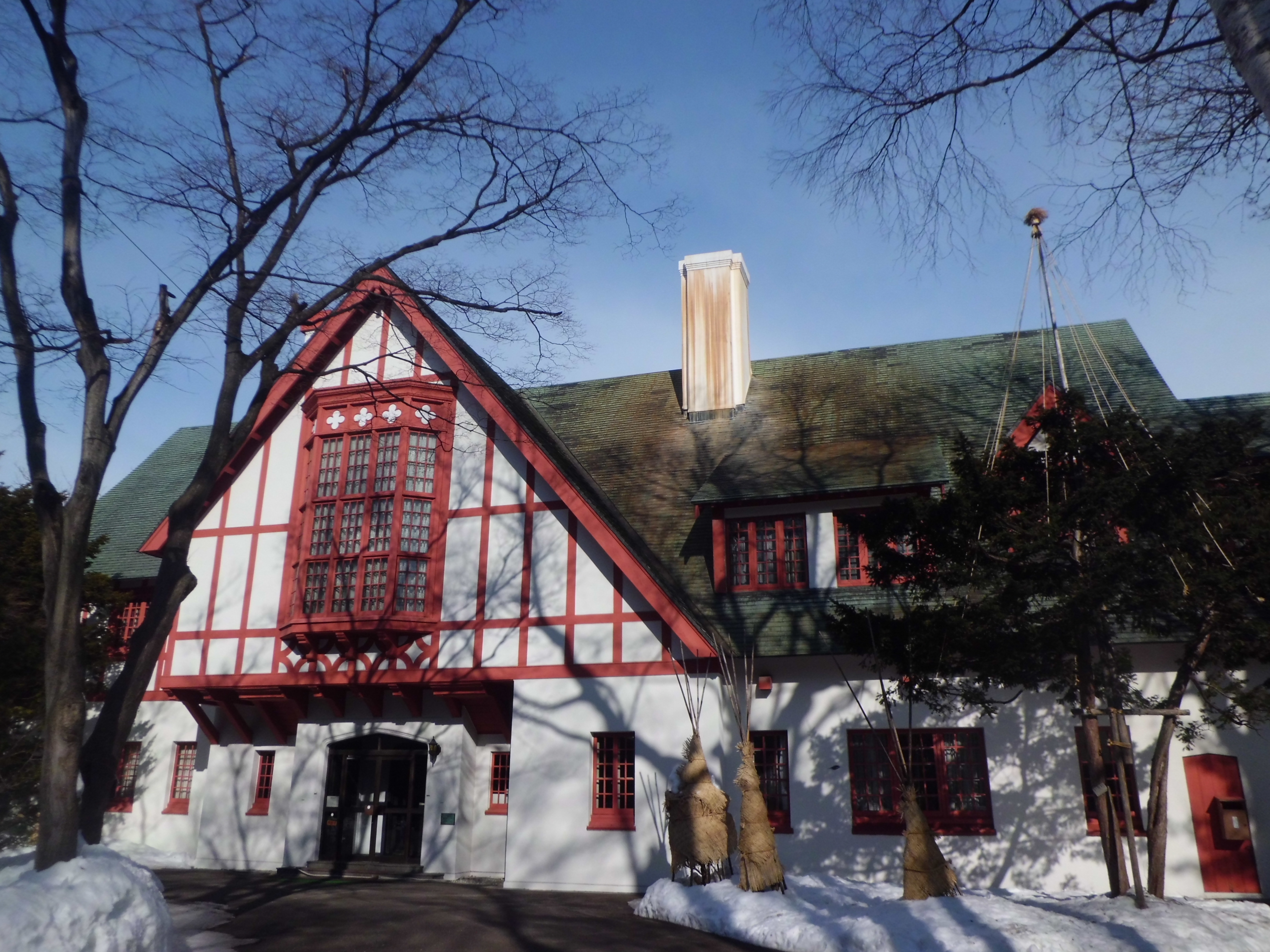
Residència oficial del governador de Hokkaidō.

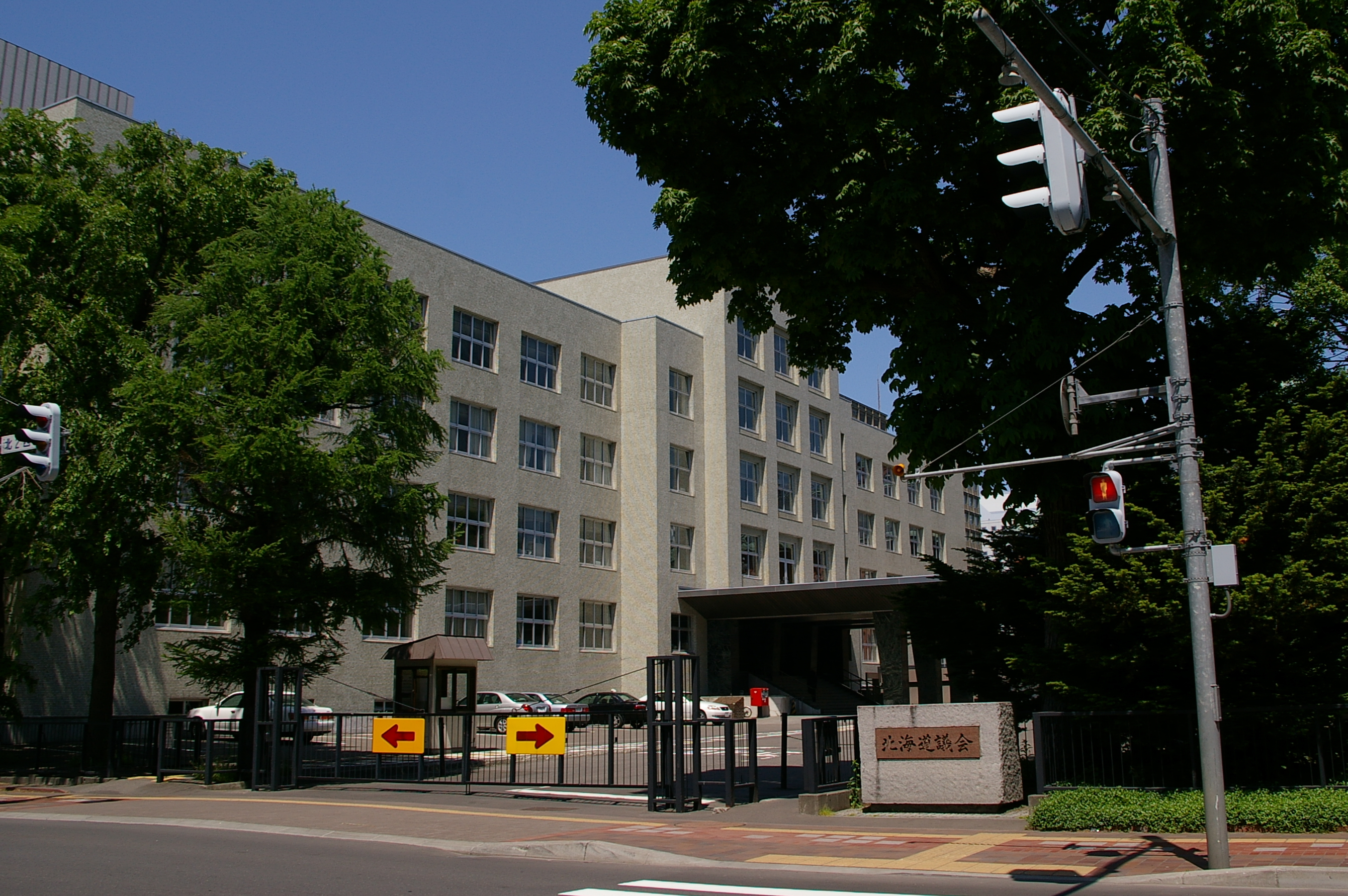
Seu de l'Assemblea de Hokkaidō.

Dins del sistema prefectural japonés, Hokkaido té un cert estatus especial únic, ja que, a diferència de la resta de prefectures que són classificades com a -ken (prefectura rural), Hokkaido és classificada com a -Dô (camí). Aquesta és una denominació merament simbòlica, ja que Hokkaido té les mateixes competències prefecturals que qualsevol altra prefectura.

### El governador
En aquesta taula només es reflecteixen els governadors democràtics, és a dir, des de l'any 1947. L'actual governador és Naomichi Suzuki, qui va accedir al càrrec en les eleccions del 2019 amb el suport dels partits del centre-dreta de l'illa.
| Governador         | Inici del mandat | Fi del mandat | Partit | Partit |
| Toshibumi Tanaka   | 1947             | 1959          |        | PSJ    |
| Kingo Machimura    | 1959             | 1971          |        | PLD    |
| Naohiro Dōgakinai  | 1971             | 1983          |        | PLD    |
| Takahiro Yokomichi | 1983             | 1995          |        | PSJ    |
| Tatsuya Hori       | 1995             | 2003          |        | Ind    |
| Harumi Takahashi   | 2003             | 2019          |        | Ind    |
| Naomichi Suzuki    | 2019             | 2023          |        | Ind    |

### L'Assemblea Prefectural
La cambra legislativa de Hokkaido està dominada per una majoria d'un unic partit, el PLD. Des de les eleccions locals de 2019, la composició actual de l'Assemblea de Hokkaido és la següent:
| Partit | Partit                           | Partit | Membres  |
| ------ | -------------------------------- | ------ | -------- |
|        | Partit Liberal Democràtic        | PLD    | 54 / 100 |
|        | Partit Democràtic Constitucional | PDC    | 26 / 100 |
|        | Kōmeitō                          | KMT    | 8 / 100  |
|        | Partit Comunista Japonés         | PCJ    | 2 / 100  |
|        | Nou Partit Daichi-Restauració    | NPD    | 1 / 100  |
|        | Independents                     | Ind    | 9 / 100  |

### Representació nacional
Els resultats a les eleccions generals japoneses de 2017 pel bloc de representació proporcional de Hokkaido va ser aquest:
| Partit | Partit                           | Partit | Membres |
| ------ | -------------------------------- | ------ | ------- |
|        | Partit Liberal Democràtic        | PLD    | 3 / 8   |
|        | Partit Democràtic Constitucional | PDC    | 3 / 8   |
|        | Partit de l'Esperança            | PdE    | 1 / 8   |
|        | Kōmeitō                          | KMT    | 1 / 8   |
|        | Independents                     | Ind    | 0 / 8   |
|        | Escons vacants                   |        | 0 / 8   |

## Economia

### Infraestructura

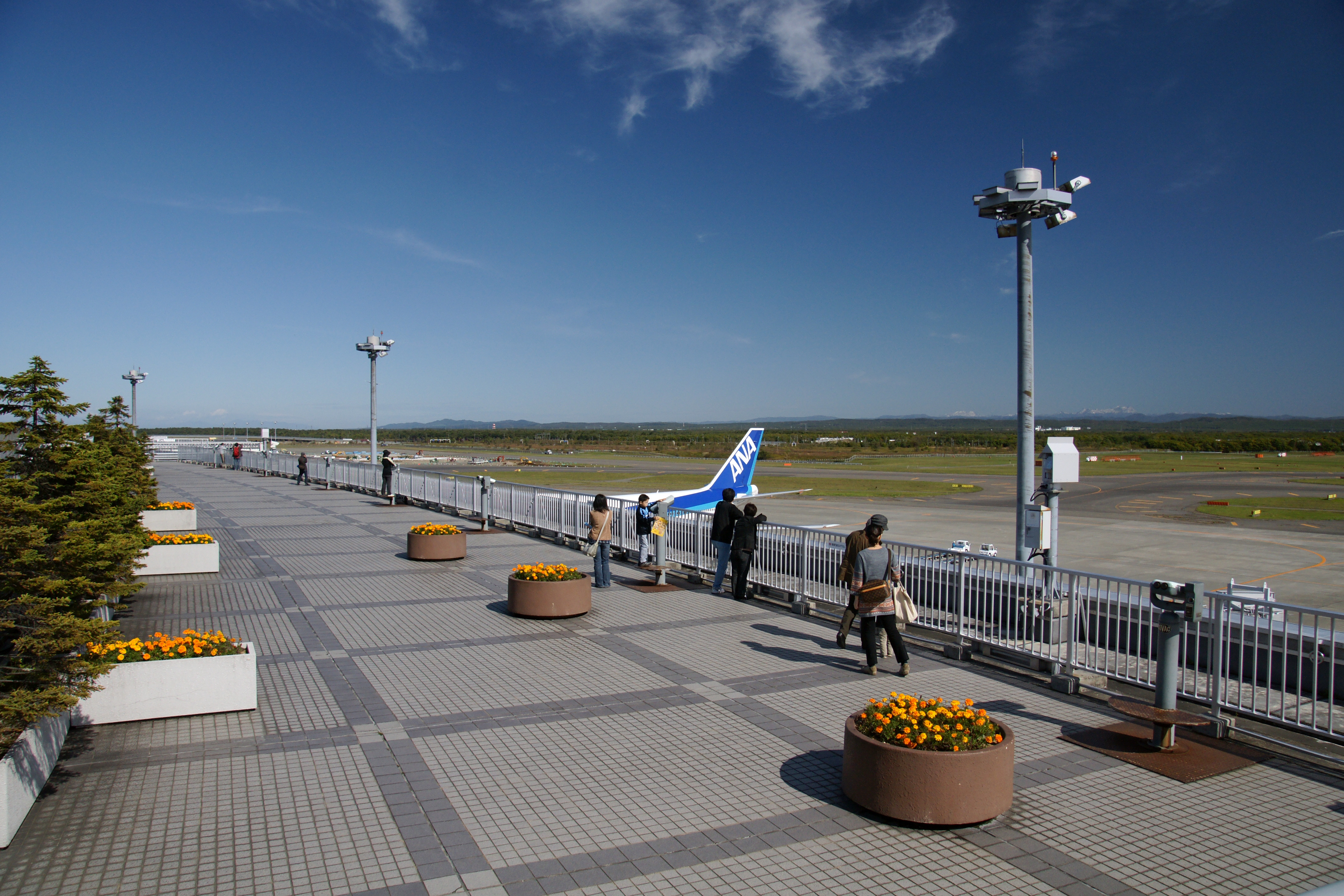
Nou Aeroport de Chitose

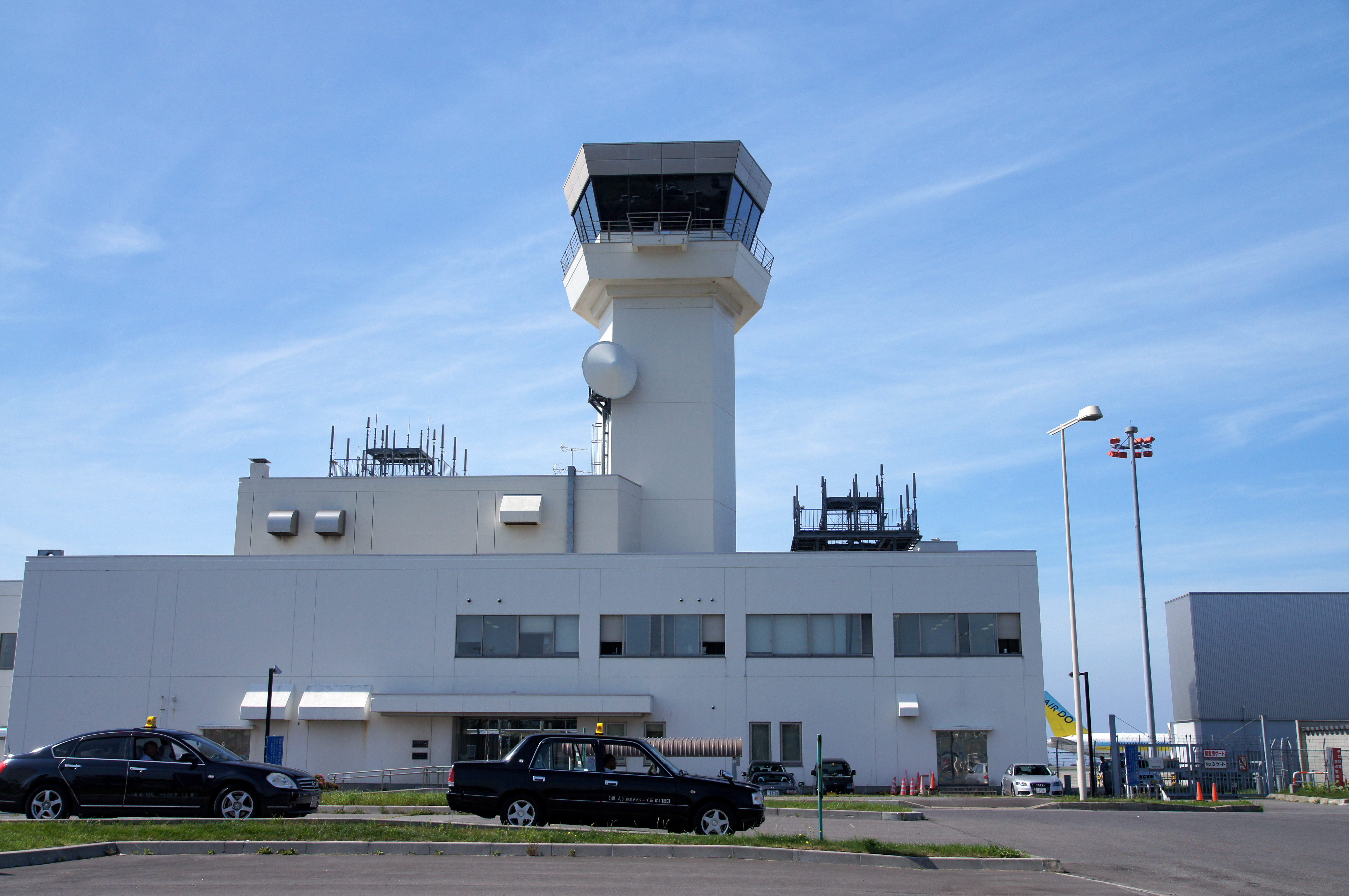
Aeroport de Hakodate

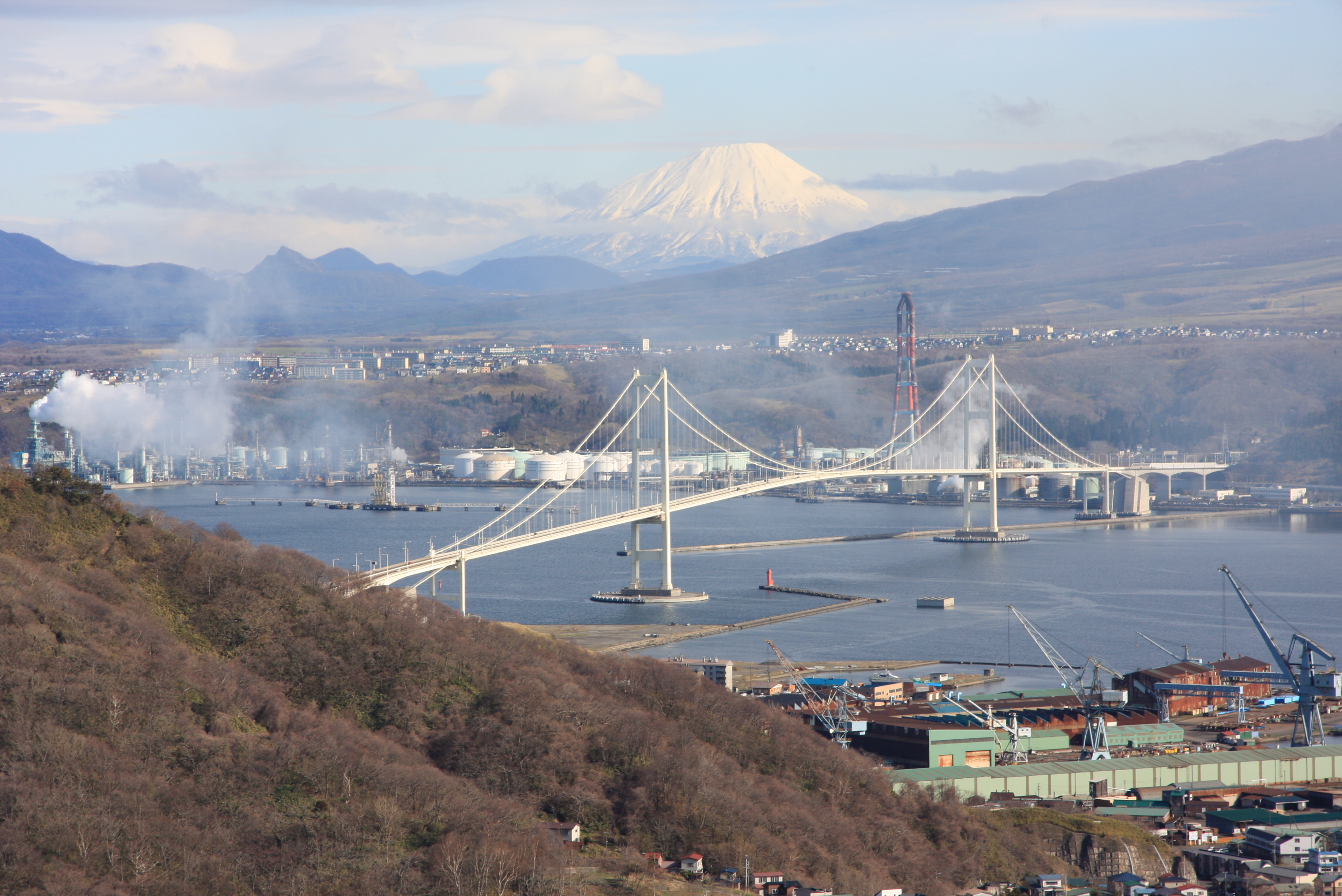
Panoràmica de la badia de Muroran amb el seu port.

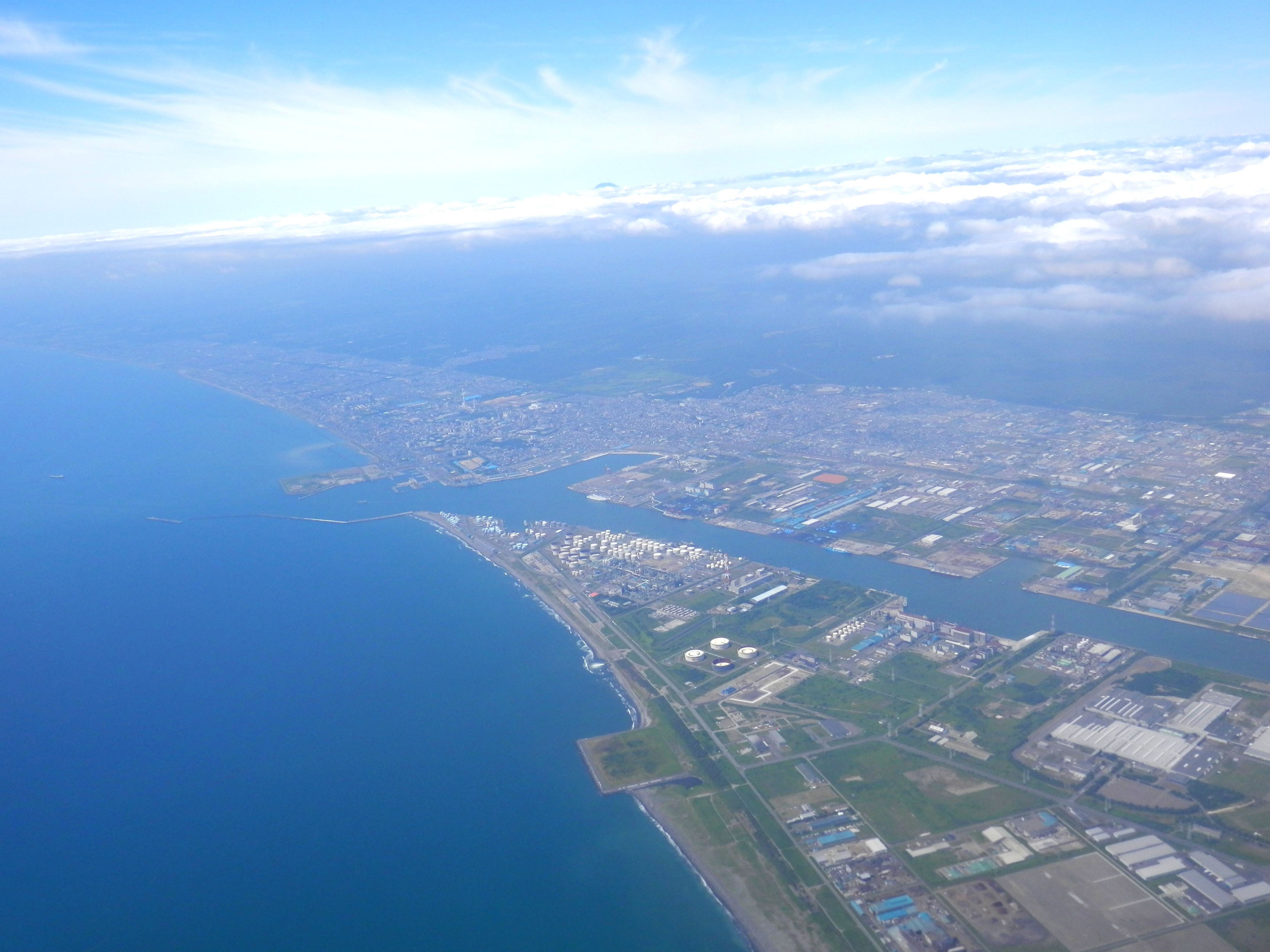
Vista aèria del port de Tomakomai.

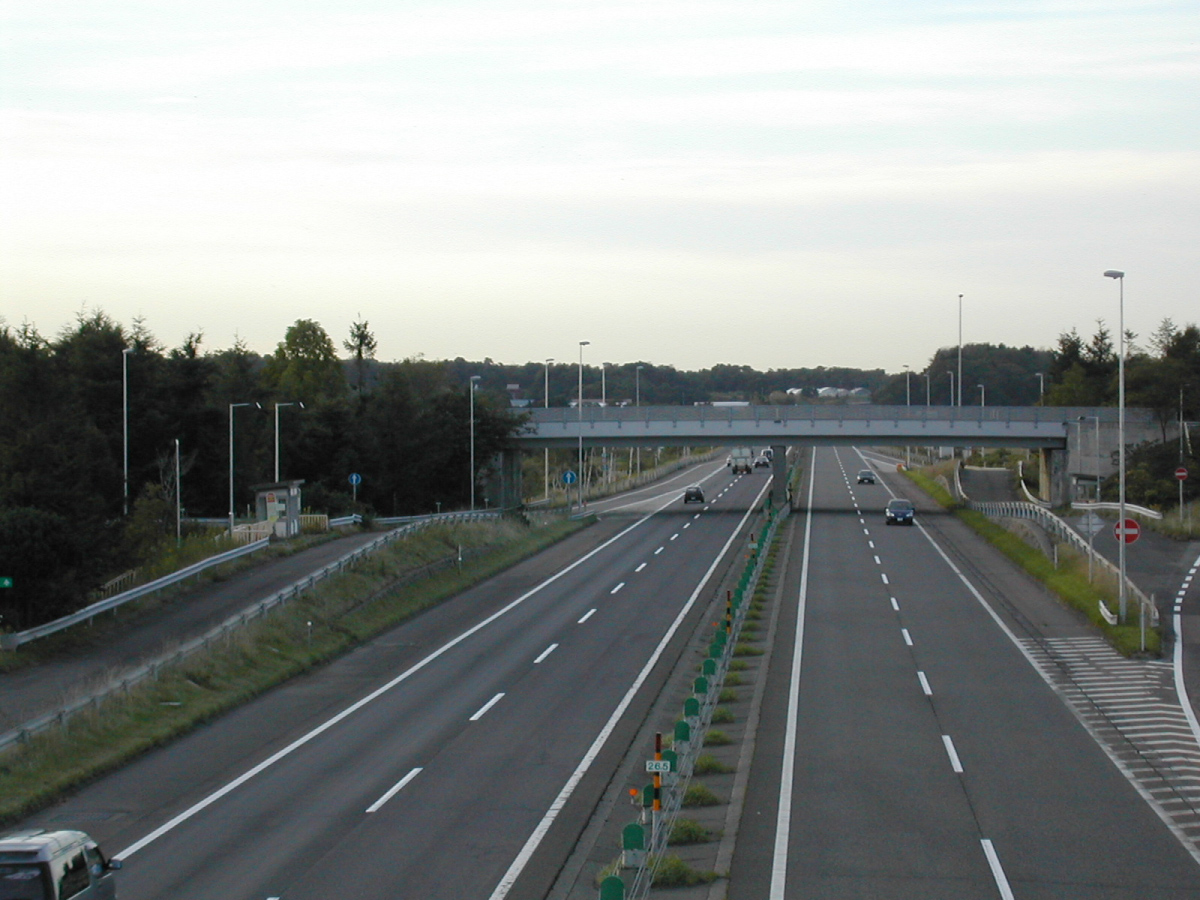
Autopista Central de Hokkaidō a l'alçada d'Eniwa.

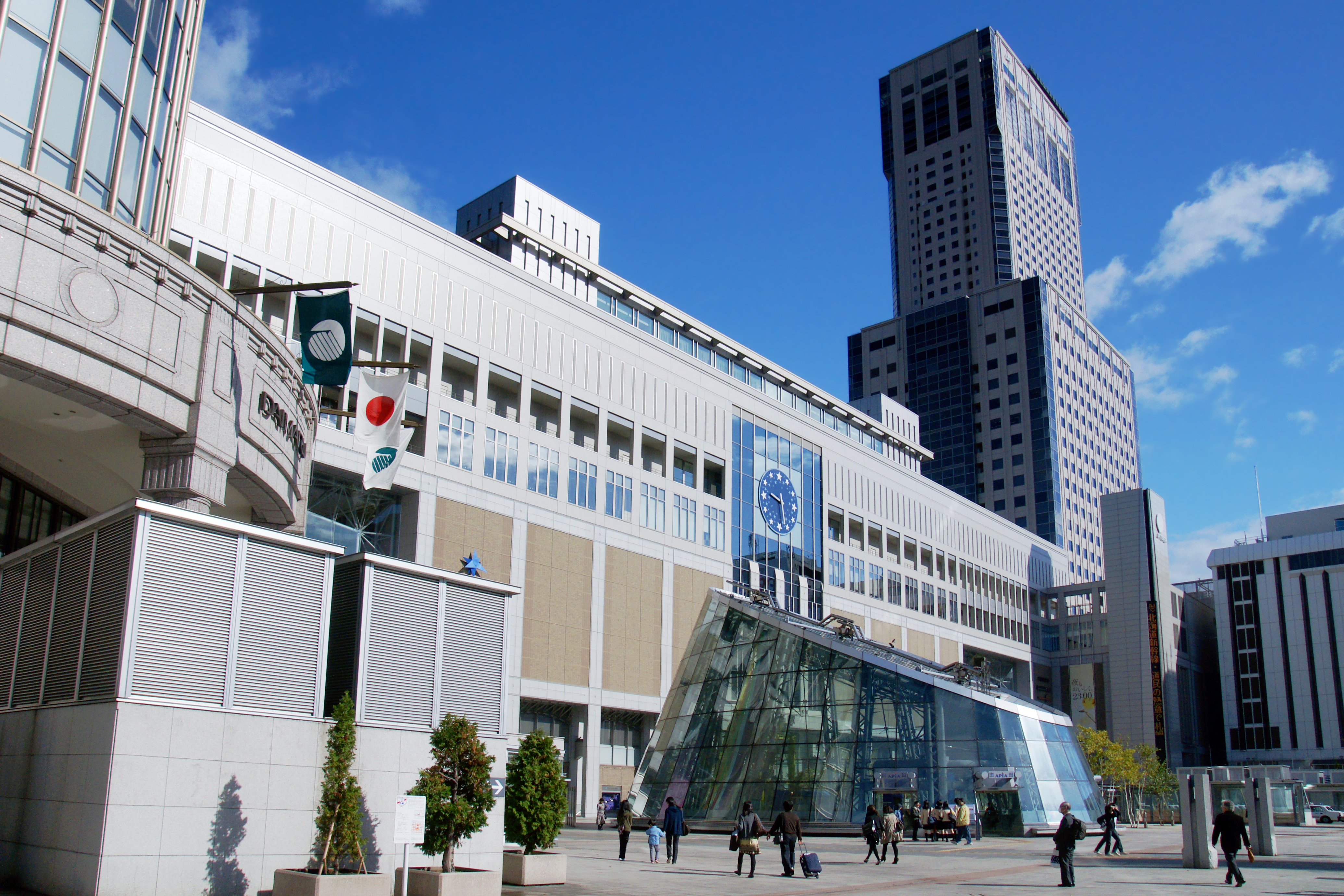
Estació de Sapporo (JR)

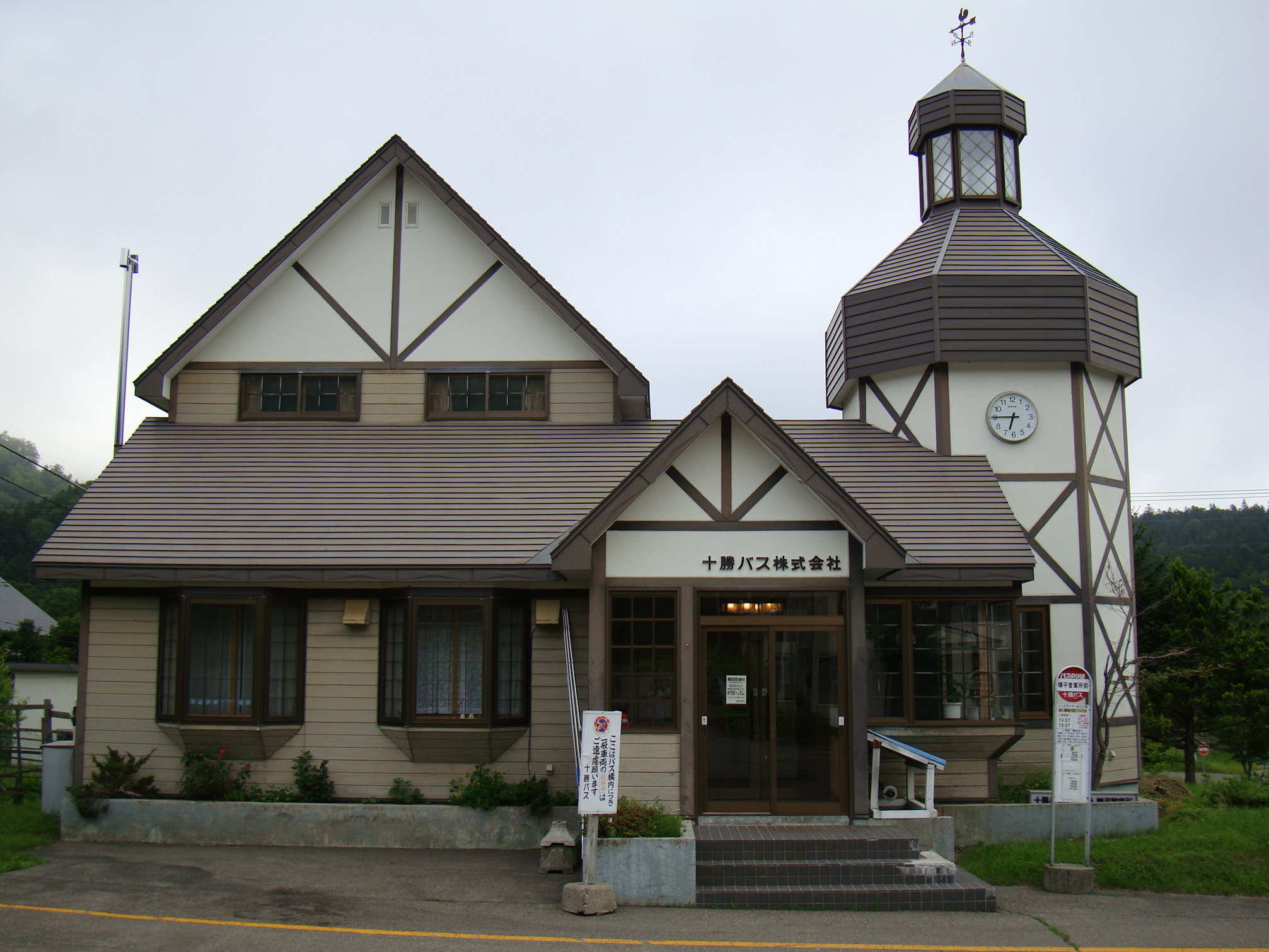
Estació d'autobusos de Tokachi Bus al mont Nukabira.

Hokkaido és una illa de grans dimensions amb una indústria i agricultura molt desenvolupades. Sent així, Hokkaido disposa d'una acceptable xarxa ferroviaria, així com de modernes autopistes i de multiples aeroports tant per a vols regionals com internacionals.

#### Aeroports
Degut a la grandaria del territori, Hokkaido disposa de molts aeroports, alguns per a viatges dins de l'illa i d'altres per a internacionals.
- Aeroport d'Okadama: Va ser construït entre els anys 1942 i 1944 com a base de l'exèrcit imperial, però després de la guerra va ser base americana fins al 1952. Actualment es propietat de les Forces d'Autodefensa del Japó. A més de ser el més antic, és un dels més xicotets dels aeroports principals. La totalitat de les destinacions són a altres aeroports del Japó. Es troba al municipi de Sapporo i presta servei a tota l'àrea urbana.
- Nou Aeroport de Chitose: Va ser construït el 1988 per a substituir l'antic Aeroport de Chitose, construit el 1963 i el qual es convertí en base aèria de les forces d'autodefensa. És l'aeroport més gran de Hokkaido, tant en grandaria com en tràfic de persones i mercaderies. Es tracta d'un aeroport internacional, tot i que també fa vols a nivell nacional i prefectural. L'aeroport, convenientment connectat amb Sapporo, presta servei a l'àrea urbana de la capital. Com el seu nom indica, l'aeroport es troba al terme municipal de Chitose, tot i que també ocupa part de Tomakomai.

A més d'aquests, també existeixen altres aeroports com:
- Aeroport d'Asahikawa
- Aeroport de Hakodate
- Aeroport de Kushiro
- Aeroport de Memanbetsu
- Aeroport de Monbetsu
- Aeroport de Nakashibetsu
- Aeroport d'Okushiri
- Aeroport de Rishiri
- Aeroport de Takaichi-Obihiro
- Aeroport de Wakkanai

#### Ports
En ser Hokkaido una illa, les instal·lacions portuàries al territori es troben ben desenvolupades. Els ports de Hokkaido són emprats tant per a activitats pesqueres, maniobres militars, transport de mercaderies i transport de passatgers en rutes regionals, nacionals i internacionals.
Alguns dels ports més importants són:
- Port de Hakodate
- Port d'Otaru
- Port de Tomakomai
- Port de Kushiro

#### Xarxa viària
La xarxa viària de Hokkaido està formada, igual que en altres parts del Japó, d'autopistes, carreteres nacionals i carreteres prefecturals. L'estat de la xarxa viària de Hokkaido és bó i al mateix nivell que a la resta del Japó, malgrat la neu i l'oratge advers.
Algunes de les víes més importants són:
- Autopista Central de Hokkaidō
- Autopista Oriental de Hokkaidō (Dōtō)
- Autopista Sasson

#### Ferrocarrils
El territori està servit principalment per la Companyia de Ferrocarrils d'Hokkaidō o JR Hokkaidō, la qual opera la majoria de xarxes ferroviàries a Hokkaido. A més d'això també existeixen nombroses companyies ferroviàries locals que operen determinades línies. Algunes d'aquestes companyies són:
- Metro de Sapporo, presta servei a la ciutat de Sapporo i als municipis adjacents.
- Tramvia de Sapporo, companyia pública de Sapporo, opera al centre d'aquesta ciutat.
- Tramvia de Hakodate, companyia pública de Hakodate.
- Companyia de Ferrocarrils del Sud de Hokkaidō

#### Altres transports
Més enllà dels núclis urbans on el seu ús també es prou comú, el transport en autobus entre ciutats per tot el territori està prou consolidat. Existeixen companyies que presten servei a tota la regió i altres només a certes àries urbanes o subprefectures.

## Societat

Mapa de creixement demogràfic per municipi. El verd simbolitza el creixement positiu, el roig, el negatiu.

Mapa d'ainus per subprefectura.

### Demografia
D'acord amb el cens de població del Japó de 2015, Hokkaido té una població de 5.381.733 persones, suposant això un lleuger descens respecte a l'anterior cens de 2010, el qual comptava 5.506.419 habitants. Des de principis de la dècada dels 2000 i fins a l'actualitat la població total de Hokkaido ha anat disminuint progressivament.
| 1920      | 1930      | 1940      | 1950      | 1960      | 1970      | 1980      |
| --------- | --------- | --------- | --------- | --------- | --------- | --------- |
| 2.359.183 | 2.812.335 | 3.272.718 | 4.295.567 | 5.039.206 | 5.184.287 | 5.575.989 |
| 1990      | 2000      | 2010      | 2020      | 2030      | 2040      | 2050      |
| 5.643.647 | 5.683.062 | 5.506.419 | 5.249.066 | -         | -         | -         |

#### Els Ainu
Els Ainu són una ètnia originària de l'illa de Hokkaido així com també del nord de Honshu i de la península de Kamtxatka, Sakhalín i les illes Kurils, aquestes tres darreres dins de Rússia. Són els habitants indigenes d'aquestes zones des de fa infinitat d'anys. La seua llengua és l'ainu, avui dia gairebé desapareguda. Tot i ser nadius d'allà on viuen, des de l'arribada dels russos i els japonesos es troben en una situació de marginalitat i, en alguns casos, de pobresa. Des del 2008 el govern del Japó els reconeix com a "poble indigena amb una llengua, religió i cultura distintes". En febrer de 2019 el govern va consolidar aquesta declaració i a l'abril del mateix any es va formalitzar l'estatus.

### Religió
Religions a Hokkaidô (1996)
Com a tot el Japó, a Hokkaidô conviuen les dues religions majoritàries, el xintoisme i el budisme, tenint més preponderància d'aquesta darrera. Segons les dades de 1996, el percentatge de creients a la regió era del 33,6%, una quantitat superior a la de les prefectures de les regions de Tohoku i Kanto, però menor que a la majoria de les prefectures de les regions del sud (Chubu, Kansai, Shikoku, Kyushu), excepte Okinawa. Pot sobtar la quantitat de persones "no religioses", un 65,3%, però l'explicació és que, al Japó, en aquest apartat no només es contemplen els ateus, sinó també la gent que té creences no regulades com el xintoisme o participa en festivitats folclòriques, com les visites als santuaris quan hi ha matsuris, però no es consideren practicants. Si descomptem el percentatge de no-creients i els practicants del xintoisme folclòric, la confessió amb més membres és el budisme, amb un 31,7% i que es desglosa en les següents escoles o sectes: Tendai i Shingon (menys del 3%); Terra Pura (13,3%); Zen (8,2%); Nichiren (3,2%); Soka Gakkai (menys del 2%) i altres escoles (menys del 2%). El percentatge de creients de sectes modernes derivades del xintoisme com Tenrikyo o Oomoto són vora el 2%. El cristianisme, amb totes les seues branques és menys de l'1% dels creients de Hokkaidô. Els ainus també tenien les seues creences pròpies, amb déus com el Kamui i de caràcter xamànic, molt pareguda al xintoisme primigeni. Segons una enquesta del 2012 feta per la Universitat de Hokkaidō, un alt percentatge dels habitants d'origen ainu era adherent del budisme Nichiren i, en especial, del Nichiren Shōshū; tot i això, la consciència religiosa és similar a la de la gran majoria del Japó.

## Cultura

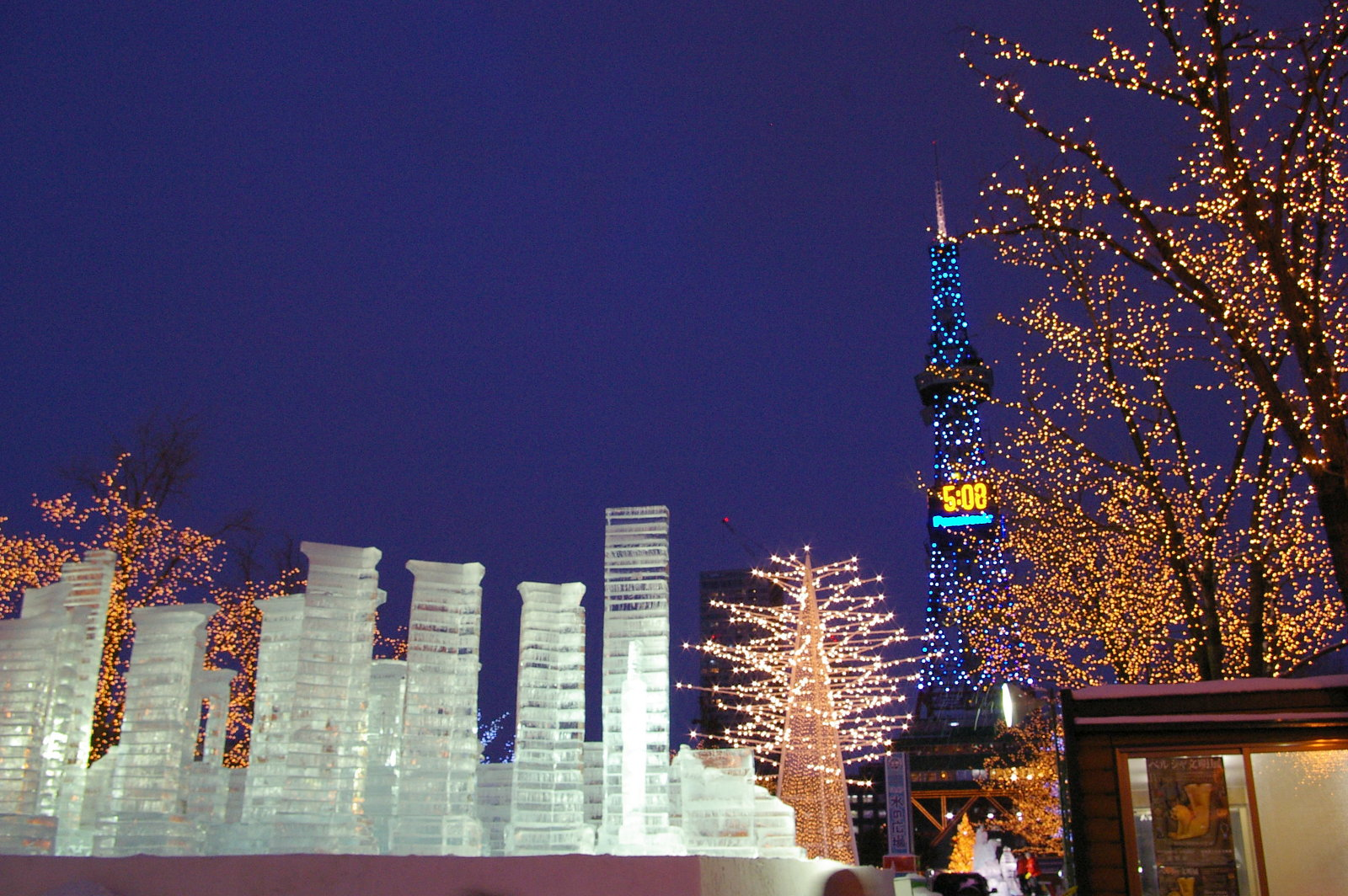
Festival de la neu de Sapporo

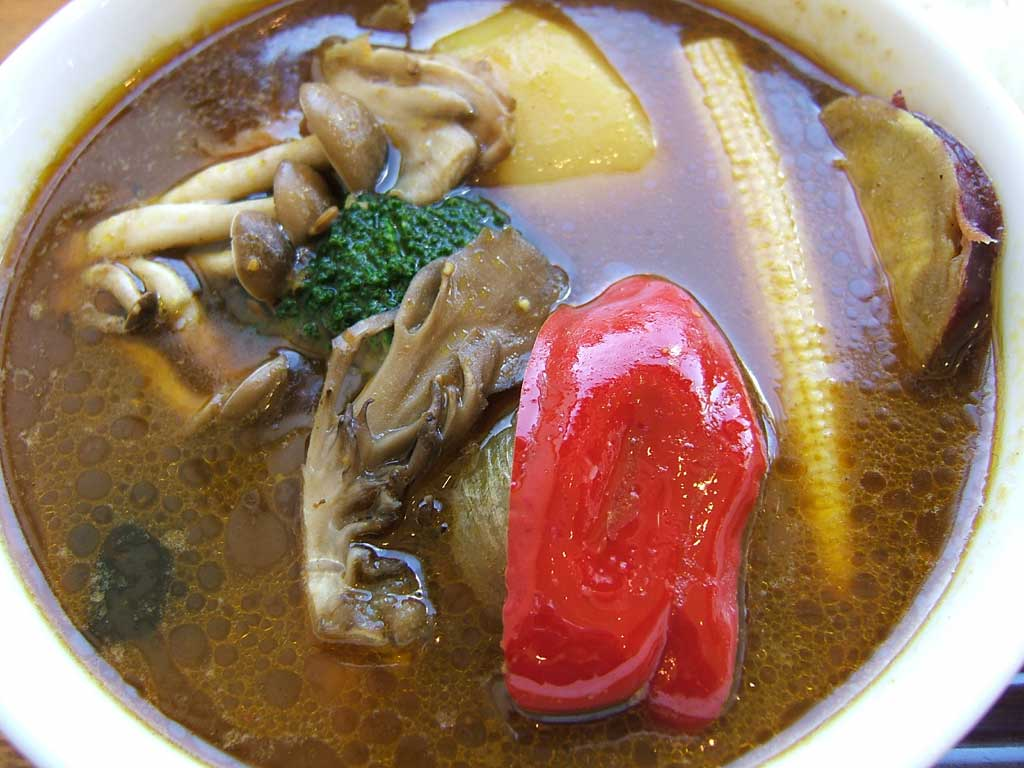
Sopa de curri de Hokkaido

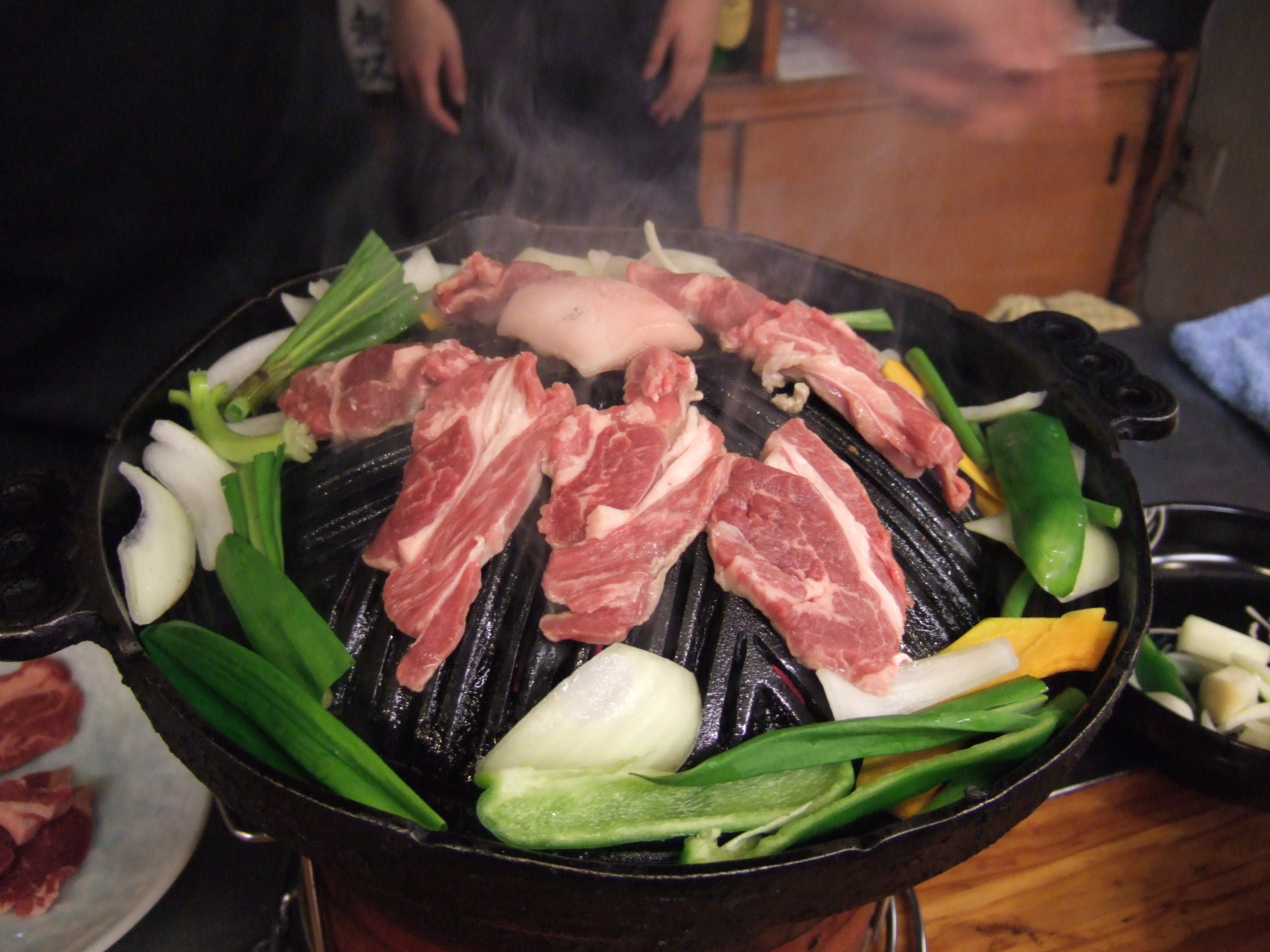
Genghis Khan

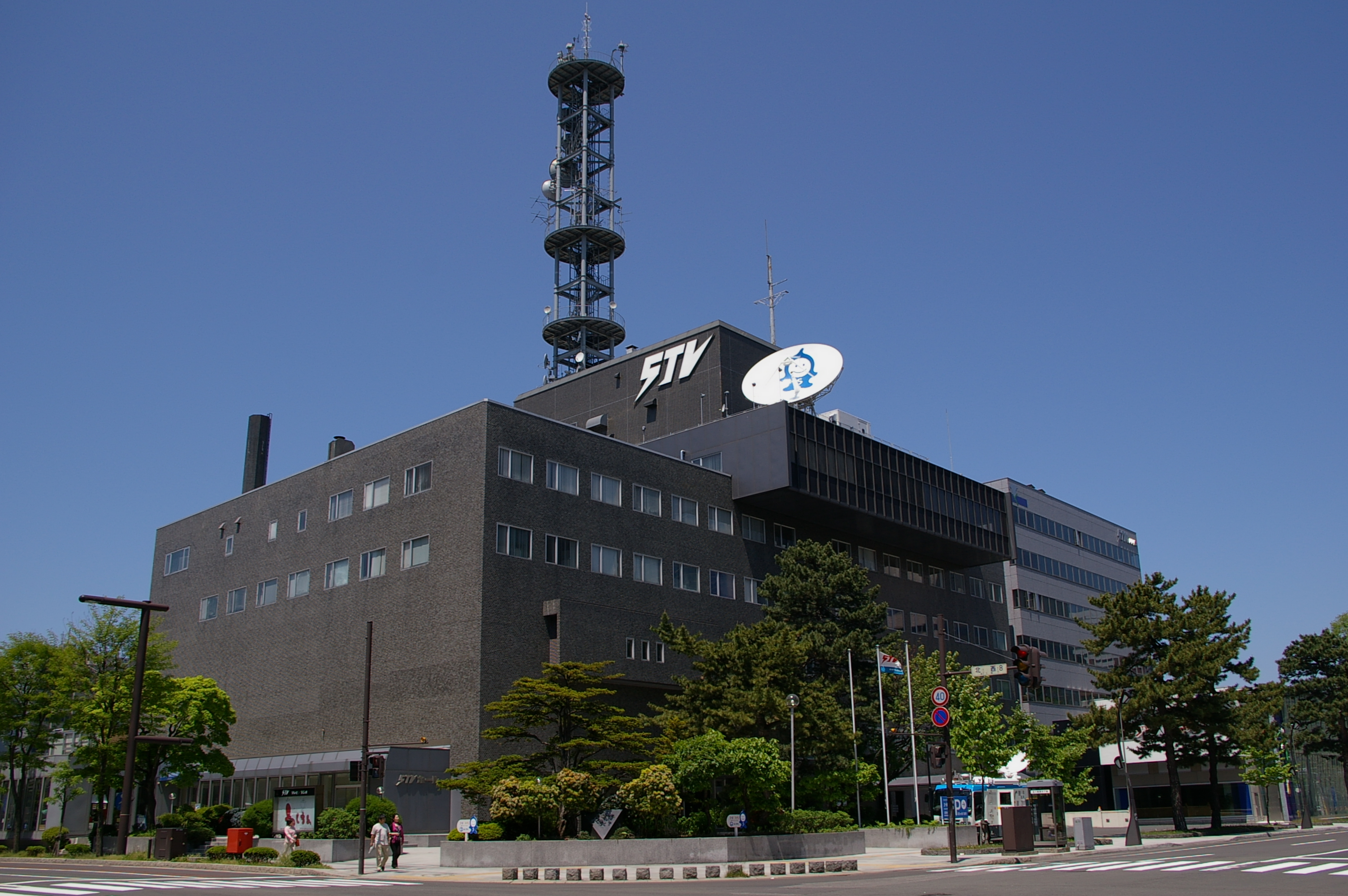
Seu principal de l'emissora STV

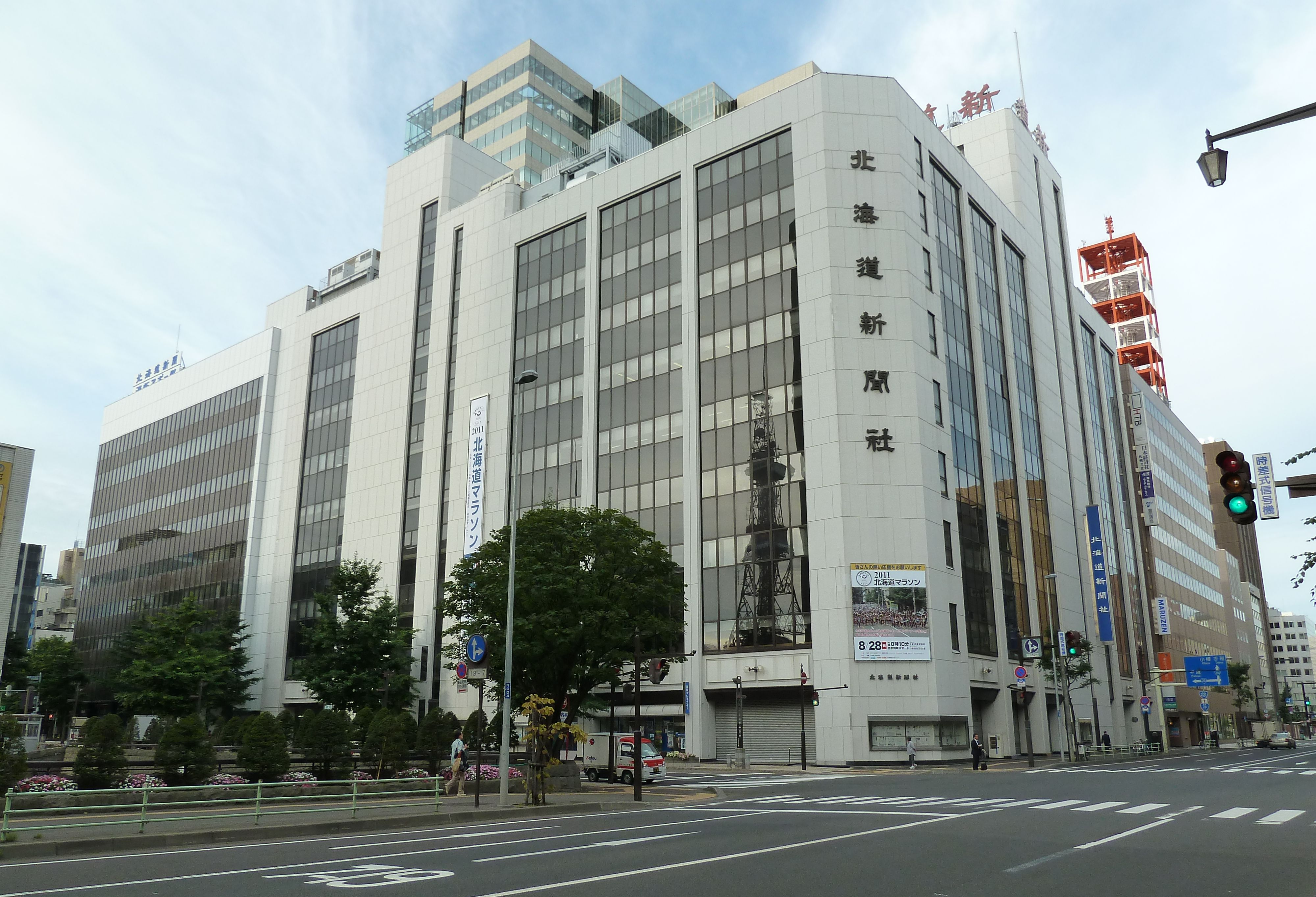
Seu del periòdic de Hokkaido

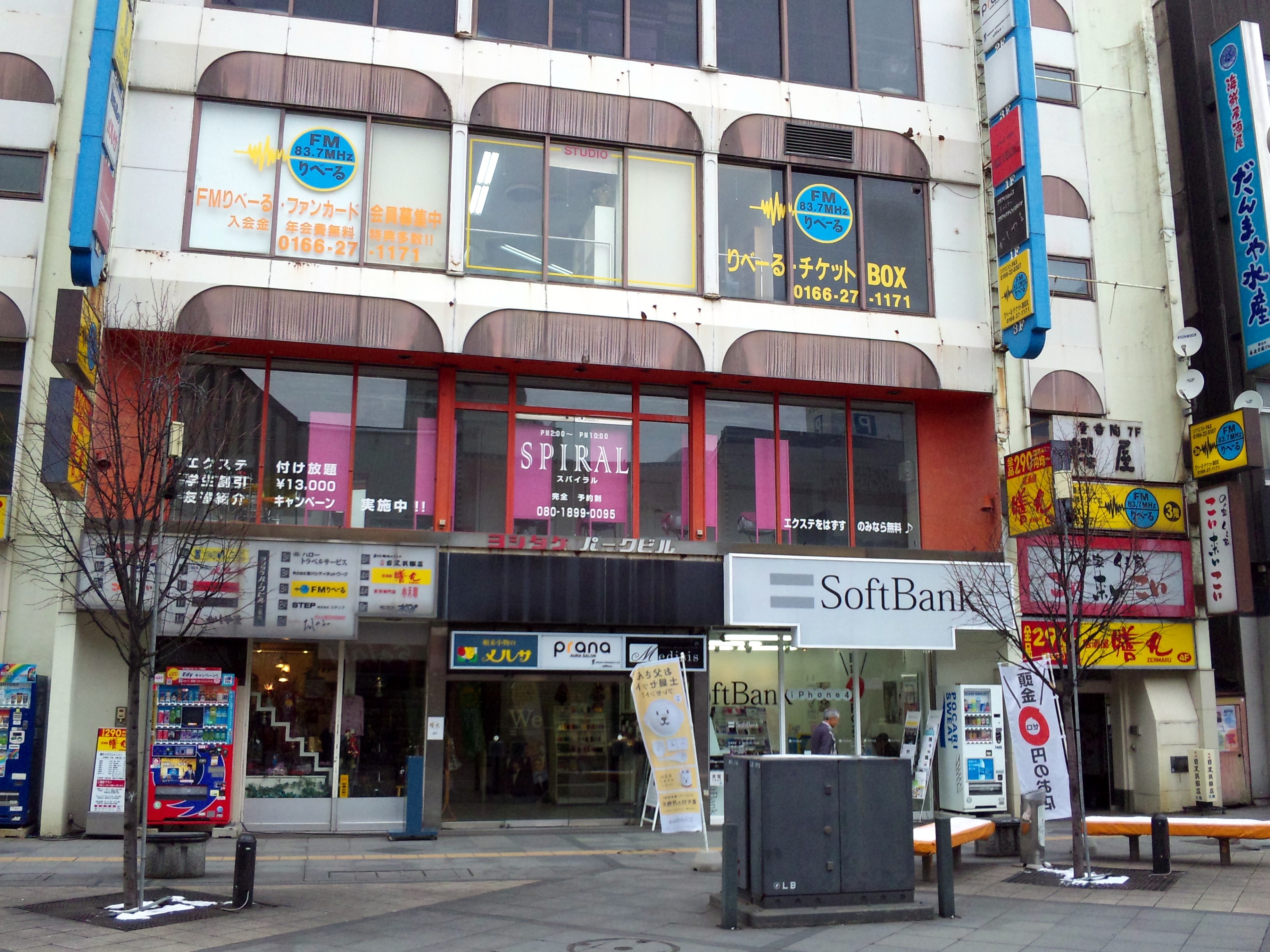
Emissora de ràdio local d'Asahikawa (ACN)

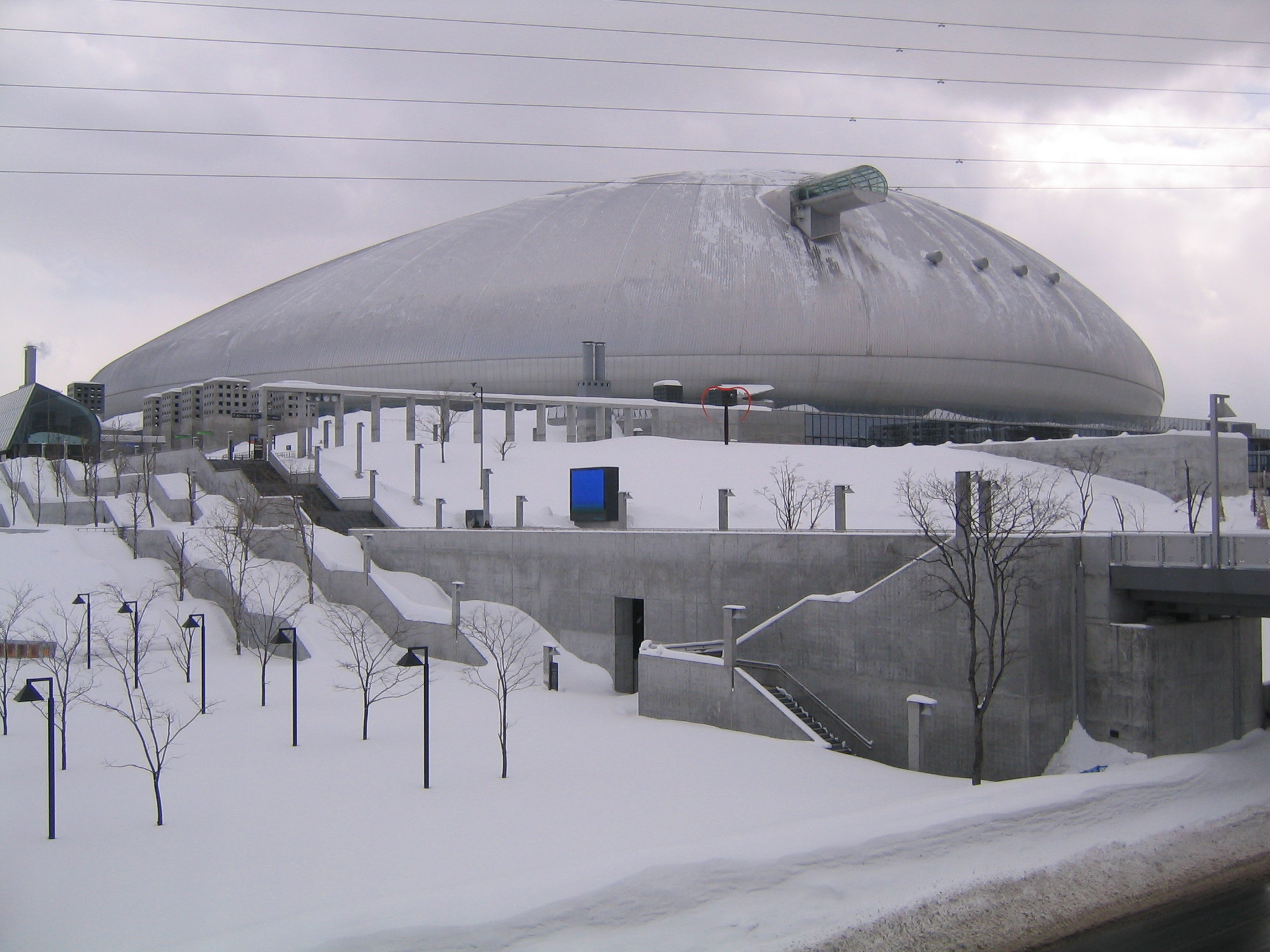
Exterior del Sapporo Dome.

Gràcies al "mestissatge" entre cultures que s'han anat trobant a l'illa, Hokkaido gaudeix d'una cultura diferenciada del comí japonès que es reflecteix en la seua llengua i gastronomia, entre d'altres aspectes.

### Gastronomia
Degut a la climatologia de Hokkaido, la gastronomia acostuma a ser molt nutritiva i amb moltes calories. En tot el Japó Hokkaido té la fama de ser un lloc de bona cuina, sent molt admirats els seus plats de marisc i peix, els quals utilitzen matèries com el cranc reial, l'eriçó de mar o els ous de salmó. La gastronomia de l'illa també ha adoptat ingredients i plats forans com el curri o la barbacoa de corder típica de Manxúria.
- Butadon: Propi de la subprefectura de Tokachi, aquest plat consisteix en un escudella plena d'arròs blanc cuit amb llesques de carn de porc fregida amb un tipus de salsa gravy feta de soia.[27]
- Sopa de curri: Sopa feta amb curri picant d'estil hindú amb verdures fregides i cuixa de pollastre que varia segons l'especialitat local.[27]
- Genguis Kan: Plat d'origen manxú consistent en carn de corder marinada o crua amb diferents verdures (ceba, pimentó, etc.) cuinada en un recipient metàl·lic a altes temperatures.[27] És similar a una torrada.

### Llengua
La gran majoria de la població de Hokkaido parla la llengua japonesa en la seua modalitat o dialecte de Hokkaidō, el qual conté certes peculiaritats fonètiques, lèxiques i gramàtiques pròpies. El dialecte de Hokkaido comparteix certes característiques amb la parla del nord de Honshu, pot ser per l'emigració. No obstant això, als nuclis urbans mitjanament grans com Sapporo o Asahikawa aquest dialecte s'està esborrant per a donar pas a un japonès estàndard degut, en part, als mitjans de comunicació. A Hokkaido també s'ha parlat des de fa molts anys la llengua ainu, pròpia de les tribus d'ainus. Actualment aquesta llengua es troba en perill crític de desaparició.

### Mitjans de comunicació

#### Televisió
A Hokkaido com a la gran majoria de les prefectures del Japó, les emissores de televisió, tot i essent locals, estan afiliades a xarxes de notícies nacionals liderades per emissores toquiòtes; no obstant això, les emissores emeten part dels seus continguts tot tipus de programes locals. Les emissores de televisió de Hokkaido són aquestes:
- NHK Hokkaidō, sucursal regional de l'emissora pública nacional NHK.
- Companyia Radiodifusora de Hokkaidō (HBC), afiliada a Tokyo Broadcasting System (TBS).
- Emissora de Televisió de Sapporo (STV), afiliada a Nippon Television (NTV).
- Emissora de Televisió de Hokkaidō (HTB), afiliada a TV Asahi.
- TV Hokkaidō (TVh), afiliada a TV Tokyo (TX).
- Radiodifusió Cultural de Hokkaidō (UHB), afiliada a Fuji Television (FTV).

#### Premsa
Tot i que a Hokkaido es venen tots els periòdics de tirada nacional, des dels seus inicis i fins avui dia els periòdics locals mantenen la seua hegemonia, especialment el Hokkaidō Shinbun, periòdic degà de l'illa.

#### Ràdio
A Hokkaido, igual que les televisions, existeixen diferents emissores de ràdio, tant originàries de Hokkaido e independents com altres afiliades a les grans xarxes de comunicació de masses privades del Japó, tot això sense oblidar la sucursal prefectural de la corporació nacional de ràdio i televisió; la NHK. També n'hi ha gran quantitat de petites emissores locals anomenades community radio.

### Esports

#### Futbol
- Hokkaido Consadole Sapporo

#### Baseball
- Hokkaido Nippon-Ham Fighters

#### Bàsquet
- Levanga Hokkaido

## Persones il·lustres
- Chiharu Matsuyama
- Taihō Kōki
- Seiichi Sugano